# Heavy metal
A heavy metal (vagy egyszerűen csak metal, metálzene) rockzenei műfaj, amely 1968 és 1974 között jött létre. A heavy metalt életre hívó, blues-rock- és pszichedelikusrock-gyökerekkel rendelkező együttesek gitár- és dobközpontú, vastag, kemény hangzást alakítottak ki, melyet erős torzítás és gyors gitárszólók jellemeznek. A heavy metal a könnyűzenei műfajok egyik legextrémebb formája. (A kifejezés eredeti jelentése angolul nehézfém.)
Bár már a korai heavy metal együttesek, mint a Led Zeppelin, Deep Purple és a Black Sabbath is hatalmas közönséget vonzottak, ugyanakkor folyamatosan támadták őket a műfajon kívülről, ami azóta is végigkíséri a metalzene történetét. Mikor a heavy metal együttesek első hulláma kezdett kifáradni, az 1970-es évek végén felbukkant a brit heavy metal új hulláma (New Wave Of British Heavy Metal, rövidítve NWOBHM), amely sokkal inkább eltávolodott az eredeti blueshatásoktól, és beolvasztotta a műfajba a punk-rock fogósságát.
A heavy metal az 1980-as években vált igazán népszerűvé világszerte, amikor sok, ma már szélesebb körben elterjedt alműfaja először kifejlődött. A metal korábban ismert formáinál jóval agresszívebb és extrémebb variációk jobbára csak az underground közönség figyelmét keltették fel, de például a glam metal és kisebb mértékben a thrash metal is már komoly kereskedelmi sikereket arattak.
Magyarországon mindig is mostohán kezelték a műfajt, bár a nemzetközi trendeknek megfelelően, az 1970-es évektől már itthon is tömegeket vonzottak a külföldi példaképek követői, elsősorban a P. Mobil. Az állampárti kultúrpolitika miatt az első magyar heavy metal lemezek elkészítése azonban csak a következő generációnak adatott meg, az 1980-as évek második felében.

## Műfaji jellemzők
A heavy metal tipikus jellemzői a gitár és dob uralta hangzás, az erős ritmusok, a komolyzenei, blues vagy szimfonikus stílus. Mindamellett, a heavy metal különböző ágai saját stilisztikai variációkkal rendelkeznek, melyek gyakran mellőzik, vagy módosítják ezeket a jellemzőket. Egy heavy metal együttesben a dobos, basszusgitáros, ritmusgitáros, szólógitáros és énekes – aki valamelyik hangszeren is játszhat – a legjellemzőbb felállás. A billentyűs hangszerek népszerűek voltak a korai metalegyütteseknél – különösen a (hammond) orgona és esetenként a mellotron – bár ezek használata már kevésbé megszokott. Az 1990-es évektől néhány stílus – a prog-metal, az európai power metal és utóbbi időkben a black metal – használ billentyűsöket, mások kerülik, noha a különböző alműfajok fejlődésével kezdik visszanyerni népszerűségüket.
A heavy metal dalok nagyban támaszkodnak az erős, tisztán hangszeres komponensekre. A gitár és felerősített hangja a heavy metal kulcseleme. A gitárok gyakran túlvezérelt csöves erősítőkön vagy torzító elektronikán keresztül szólalnak meg, hogy erőteljesebb, vastag, kemény hangzást hozzanak létre. A heavy metal egyik kulcseleme a gitárszóló. A műfaj kialakulásakor a minél bonyolultabb szólók és riffek nélkülözhetetlen részei voltak a heavy metalnak. A gitárosok a söprés-pengetést (sweep-picking), az érintőstílust (tapping) és egyéb más technikákat használnak a gyors gitárjáték elérése érdekében, és sok alműfaj a virtuozitást fölébe helyezi az egyszerűségnek. A technológia fejlődésével a gitár hangjának megváltoztatására új módszereket alkalmaztak. Az 1970-es évek korai szakaszában felbukkantak a két gitárost alkalmazó együttesek. Sok együttes, mint például a Judas Priest vagy az Iron Maiden, követték a mintát, hogy a szóló- és ritmusfeladatokat két gitáros osztja meg egymás között.

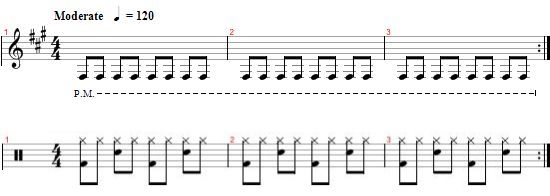
Példa a heavy metal zenében használt ritmusképletre.

Az énekesek hagyományos frontemberi, együttesvezetői szerepével gyakran kerül összeütközésbe a gitár dominanciája, ami zenei feszültséget teremt. A heavy metalban egyformán fontos mindkettő, a gitár és az ének is. A metaléneklés meglehetősen változatos. Az énekesek képességei és énekstílusa Rob Halford (Judas Priest) és Bruce Dickinson (Iron Maiden) többoktávos teátrális énekétől kezdve egészen James Hetfield (Metallica) és Lemmy (Motörhead) rekedtes énekén át David Vincent (Morbid Angel) és George „Corpsegrinder” Fisher (Cannibal Corpse) gyomorból feltörő hörgéséig terjed.
A basszusgitár többnyire jelentős szerepet játszik a metalegyütteseknél, a hangzás mély tónusait szolgáltatja, ami a zenét „súlyossá” teszi. Egyes zenekaroknál a basszusgitár hangját torzítják, és effektpedálok sorával modulálják. A metalegyüttesek basszusgitárosai az ujjal való pengetés helyett gyakran használnak pengetőt, a keményebb megszólalás eléréséhez. Sok más rockzenei műfajhoz képest a metaldalokban gyakran alkalmaznak basszusszólókat, főleg a dal első pár taktusában. A dobfelszerelés általában sokkal nagyobb, mint más rockzenei formáknál. A standard felső tam, lábdob, pergő, lábcin, kísérő és beütő cin mellett dupla lábdobot, számos felső tamot és sok különböző típusú cintányért használnak, valamint más ütős hangszereket is, például kolompot.
Az élő megszólalás esetén a hangerőt gyakran tekintik lényeges tényezőnek. Jimi Hendrix és a The Who nyomán – utóbbi „A világ leghangosabb együttese” címet is birtokolta egy időben a Guinness Rekordok Könyvében – a korai heavy metal együttesek új mércét állítottak fel a koncertek hangerejét illetően. Tony Iommi, a stílusteremtő Black Sabbath gitárosa csak egyike azoknak a korai heavy metal zenészeknek, akik komoly halláskárosodást szenvedtek a koncertjeik nagy hangerejétől. A detroiti rocker, Ted Nugent és a The Who gitárosa, Pete Townshend, mindketten szinte teljesen megsüketültek mára. A heavy metal hangerőmániáját a This is Spinal Tap című áldokumentumfilmben figurázta ki a Spinal Tap fantomegyüttes gitárosa, „Nigel Tufnel”, aki elárulta, hogy az ő Marshall erősítőin 11-re is fel lehet tekerni a hangerőt.

### A dalszövegek tematikája

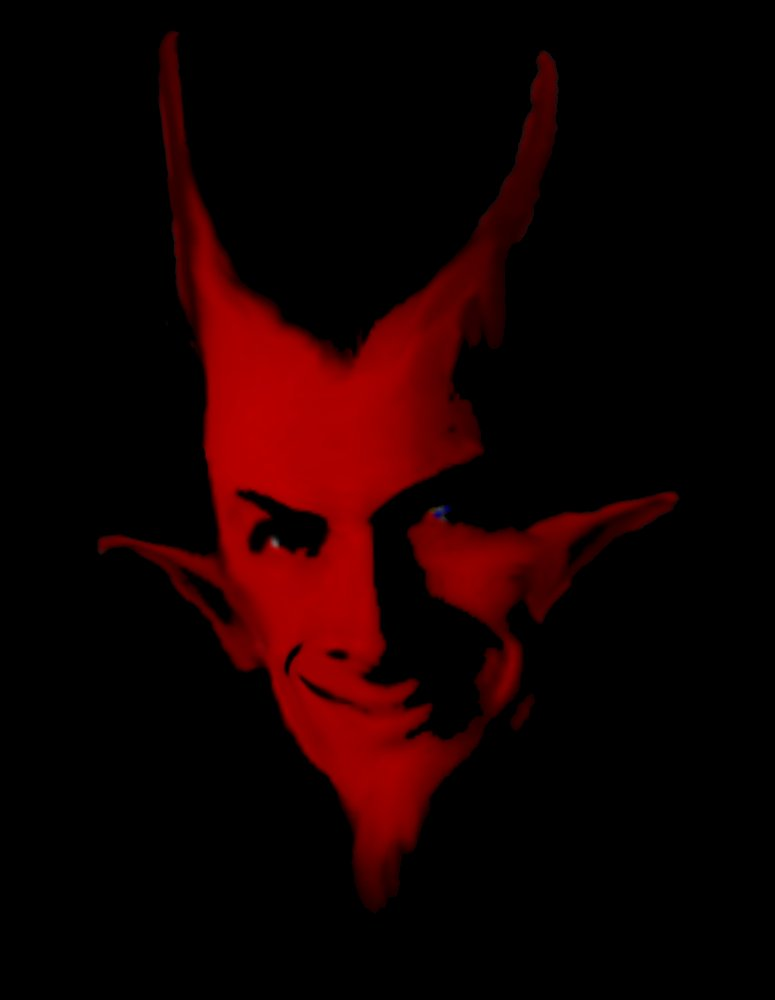
A heavy metal zenekarokat gyakran bélyegzik sátánistának dalszövegeik miatt

A Black Sabbath és az általuk inspirált sok-sok együttes a dalszövegekben „olyan mértékben koncentrálnak a sötét és nyomasztó témákra, amire korábban nem volt példa a popzene egyéb formáiban”, állítják David Hatch és Stephen Millward kutatók. Ők a Sabbath 1970-es, Paranoid című albumát hozzák fel példaként, „amelynek olyan dalai, mint a címadó Paranoid vagy a Fairies Wear Boots sérült személyiségekről szólnak (előbbi a paranoia, utóbbi a drogozás hatásait boncolgatja), míg más dalok szélesebb körű problémákkal foglalkoznak, mint a háború és a halál témája, a War Pigs és a Hands of Doom dalokban”. A nukleáris pusztítás témája később olyan dalokban került elő, mint a 2 Minutes to Midnight az Iron Maidentől, vagy a Killer of Giants Ozzy Osbourne-tól. A heavy metal műfajban túlsúlyban van a halál témája, mely rendszeresen felbukkan a dalszövegekben, még ha elég különböző módokon is, ahogy azt a Slayer vagy a WASP példája mutatja. A death metal és a grindcore legextrémebb formái agresszív és véres dalszövegekkel operálnak.
A műfaj bluesgyökereiből eredően egy másik fontos téma a szex, amelynek vonala a Led Zeppelin kétértelmű dalszövegeitől a szókimondóbb glam és nu metal együttesekig terjed. A szerelmi tragédiák állandó témák a gothic és doom metalban, akárcsak a nu metalban, ahol még a fiatalkori szorongás foglal el központi helyet. A tradicionális heavy metal dalokban gyakran különös, fantasy ihlette dalszövegek szerepelnek, elrugaszkodva a valóságtól. Az Iron Maiden dalszövegei például nagyon gyakran mítoszok, regények és versek alapján íródnak, mint például a Rime of the Ancient Mariner, ami egy Samuel Taylor Coleridge-költeményre épül. A Led Zeppelin dalszövegei gyakran utalnak a Gyűrűk Ura történetére, vagy egyéb mítoszokra és néphagyományokra, ahogy a The Battle of Evermore, az Immigrant Song, a Ramble On, a No Quarter, és az Achilles Last Stand. Az 1980-as évektől kezdve a thrash metal felemelkedésével és az olyan dalok, mint az …And Justice for All (Metallica), vagy a Peace Sells (Megadeth) felbukkanásával egyre több metáldalszövegben szerepel társadalomkritika. Az olyan alműfajok, mint a death metal, a black metal vagy a progresszív metal, gyakran foglalkoznak filozófiai mondanivalókkal.
A heavy metal szövegi tematikája régóta célpontja a kritikáknak. Jon Pareles, a The New York Times kritikusa szerint „a heavy metal témája egyszerű, és látszólag univerzális. Hörgésekkel és sóhajokkal, félirodalmi dalszövegekkel egy határtalan bulit celebrál... a zene nagy része pedig stilizált és formalizált”. A zenekritikusok gyakran tartják a metáldalszövegeket éretlennek és banálisnak, mások pedig a nőgyűlölet és az okkultizmus támogatását kifogásolják. Amerikában az 1980-as években a PMRC petíciót nyújtott be a kongresszusnak, hogy szabályozza a könnyűzenei piacot a nemkívánatos dalszövegek miatt, különös tekintettel a heavy metal dalokra. 1990-ben két fiatal szülei az amerikai bíróságon beperelték a Judas Priest együttest; azzal vádolták, hogy a fiaik azért lettek öngyilkosok öt évvel korábban, mert egy Judas Priest-dal tudat alatt ezt sugallta nekik. Habár az ügy hatalmas médiavisszhangot váltott ki, végül ejtették a vádat. Néhány muszlim többségű országban a hivatalos álláspont szerint a heavy metal a tradicionális értékeket fenyegeti. Az olyan országokban, mint Marokkó, Egyiptom, Libanon és Malajzia, metálzenészeket és -rajongókat tartóztattak le és börtönöztek be.

### Látvány, divat, rítusok

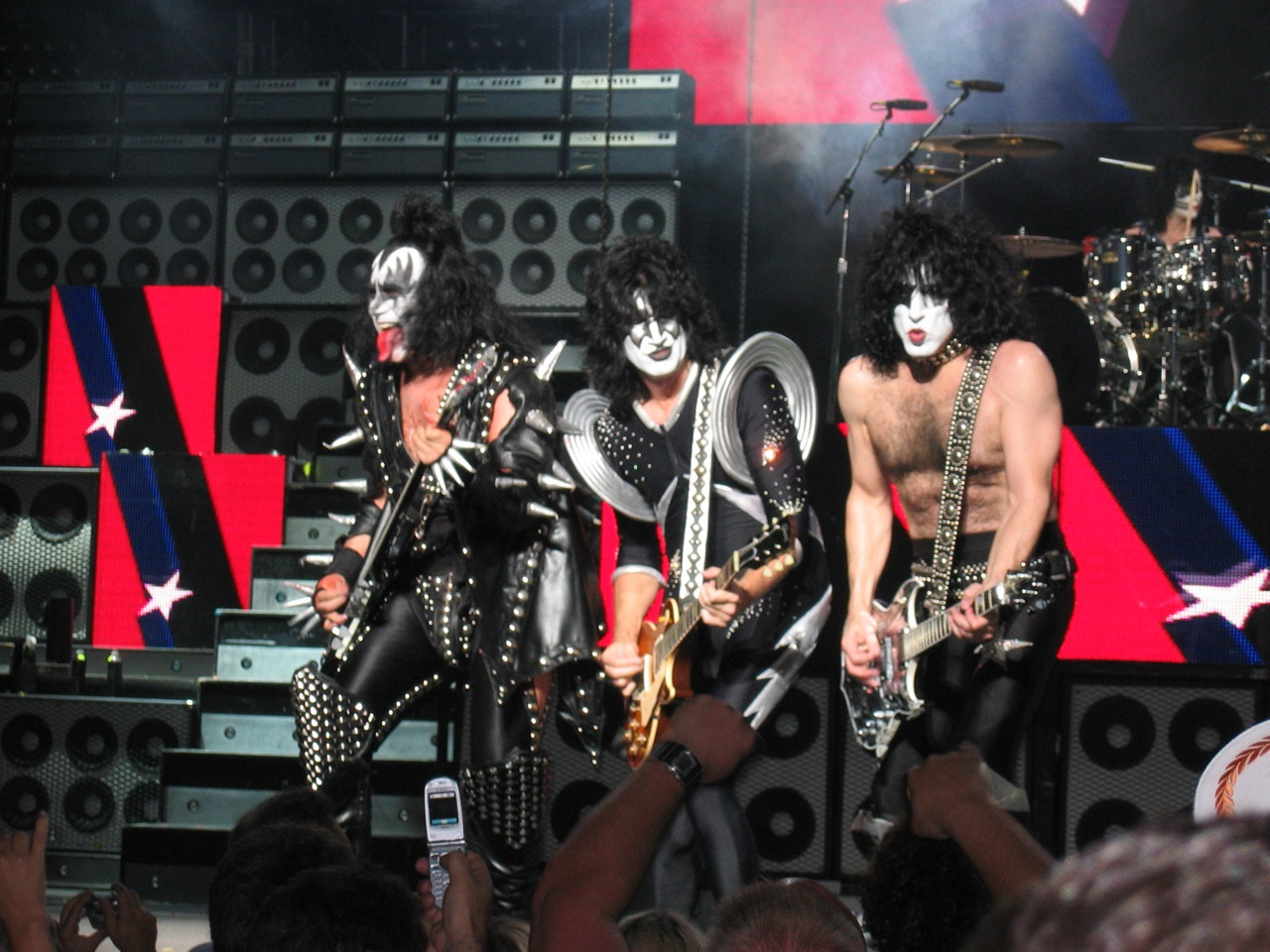
A Kiss együttes 2004-ben, híres sminkjükben a színpadon

Ahogy sok populáris műfajnál, a látványelemek nagy szerepet játszanak a heavy metalnál is. A hangzáson és a dalszövegeken túl egy heavy metal együttes „imidzse” a lemezborítókon, a logókban, a színpadi kellékekben, a ruházatban, és a videóklipekben is megjelenik. Néhány heavy metal előadó, mint Alice Cooper, a KISS, és a Gwar, legalább annyira ismertek meghökkentő színpadi megjelenésükről és előadásaikról, mint a zenéjükről.
A hátközépig érő hosszú haj Weinstein szerint a metáldivat elengedhetetlen ismertetőjele. Eredetileg a hippikultúrából vették át, és az 1980-as/1990-es évekre a metálosok hosszú haja „egy generáció gyűlöletét, szorongását és kiábrándultságát szimbolizálta, hogy látszólag sehol nem éreztek otthon magukat”, állítja Nader Rahman újságíró. A hosszú haj megadta a metálközösség tagjainak „azt az erőt, amire szükségük volt, hogy bármi ellen lázadjanak”.
A heavy metal rajongók klasszikus öltözete „kék farmernadrágból, fekete pólókból, és fekete bőr- vagy farmerkabátokból áll. A pólókat általában a kedvenc metálegyüttesük logója, vagy egyéb képi megjelenítése díszíti”. A metálrajongók a „szado-mazo közösség öltözködését (láncok, fémszegecsek, koponyák, bőrök és keresztek) is átvették”. Az 1980-as években rengeteg minden hatott a metáldivatra, a punktól a gothic rockon át a horrorfilmekig. Sok metálelőadó az 1970-es/80-as években különleges alakú és feltűnően színezett hangszereket használt, hogy erősítse színpadi megjelenését. A divat és az egyéni stílus különösen fontos volt a korszak glam metal együtteseinél. A zenészek jellemzően hosszú, festett és hajlakkal beállított frizurát viseltek (innen az elnevezés: „hajmetál”); sminket, rúzst és szemfestéket használtak; tarka ruhákat, köztük leopárdmintás pólókat és mellényeket, szűk farmer-, bőr- vagy spandexnadrágot viseltek; fejpántokat és feltűnő ékszereket hordtak.

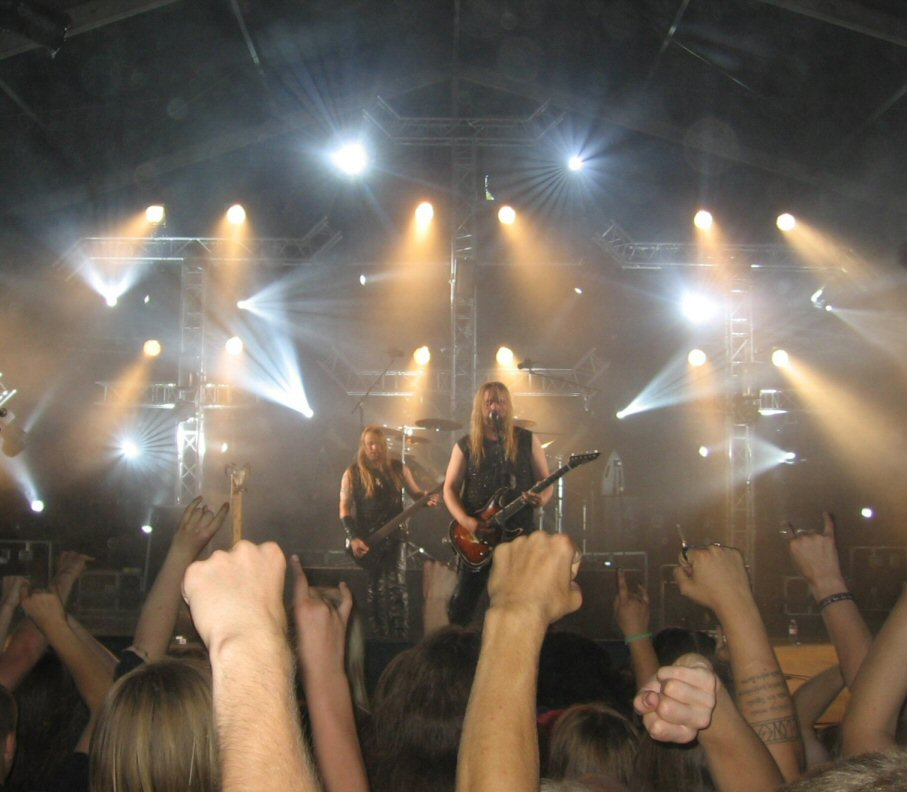
Rajongók emelik öklüket magasba, és néhányan az "ördögszarvat" mutatják a Metsatöll észt heavy metal együttes koncertjén, 2006-ban

Az élő előadások közben sok metálzenész headbangel, ami a fej ritmikus rázását jelenti, amit a hosszú haj még inkább kihangsúlyoz. Az ördögvilla, vagy ördögszarv, egy kézmozdulat, ami szintén elterjedt, és Ronnie James Dio népszerűsítette a Black Sabbath, majd a Dio énekeseként. Gene Simmons a Kissből azt állítja, hogy ő volt az első, aki koncerten mutatta be ezt a kézmozdulatot.
A metálkoncertek közönsége nem a szokásos módon táncol; Deena Weinstein szociológus vitatja, hogy ez a főleg férfiakból álló hallgatóság és az „extrém módon heteroszexuális világnézet” miatt lenne. Weinstein két alapvető testmozdulatot figyelt meg, amelyek a táncot helyettesítik: a fejrázás és a karlengetés, mely egyszerre az elismerés jele és a ritmust követő mozdulat. A metálrajongók között népszerű a léggitározás, mind koncerten, mind az otthoni zenehallgatás közben. További jellemző közönségakciók a koncerteken a színpadról való leugrás (stage diving), a tömegszörfözés (crowd surfing), a moshingnak (pogónak) nevezett kaotikus lökdösődés, és az ördögszarvak felmutatása.

### Rajongói szubkultúra
Deena Weinstein vitatja, hogy a heavy metal túlélése nagy mértékben annak az intenzív, kirekesztő és erősen maszkulin szubkultúra kialakulásának lenne köszönhető, amely körülveszi a műfajt. Míg a metal rajongótábora főleg munkásosztálybeli, fiatal, fehér férfiakból áll, „toleránsak azokkal szemben, akik kívül esnek ezen a demográfiai csoporton, de követik öltözködési szokásaikat, megjelenésüket, és viselkedésüket.” A szubkultúrával való azonosulást nem csak a közösen megélt koncertek, a közös divat erősíti, de a nyomtatott metálmagazinokhoz (fanzine), vagy a 2000-es években a weboldalakhoz (webzine) való hozzájárulásuk is.
A metálszíntér egy „kívülálló szubkultúraként” jellemezhető, saját magatartási kódexszel. Ez a kódex számos kötelezettséget ró az előadókra: abszolút hűségesnek kell lenniük a zenéhez, és az azt támogató szubkultúrához; nem szabad, hogy érdekeljék őket a kereskedelmi sikerek és a rádiós slágerek; továbbá tilos „eladni magukat”. A rajongók számára a kódex az „intézményesített hatalommal való szembenállást, és a többségi társadalomtól való elkülönülést” hirdeti. A metálkutatók megfigyelték a rajongóknak azt a hajlamát, ahogyan osztályozzák az előadókat és néhányat elutasítják mint „pozőröket”, akik „úgy tesznek, mintha a szubkultúra részei lennének, de azt tartják róluk, hogy hiányzik belőlük a hitelesség és az őszinteség”.

## A heavy metal kifejezés eredete
A heavy metal (magyarul nehéz fém) kifejezés eredete mint zenei meghatározás meglehetősen bizonytalan. A szókapcsolatot századokon át a vegyészetben és a kohászatban használták. A kifejezés egyik korai megjelenése a modern kultúrában William S. Burroughs író nevéhez köthető. The Soft Machine című, 1962-es novellájában az egyik szereplő „Uránusz Willy, a Heavy Metal kölyök”. Burroughs következő regényében (Nova Express, 1964) továbbfejlesztette a témát, és a függőséget okozó drogok metaforájaként használta a nehéz fém kifejezést.
Ian Christe heavy metal történész 2003-ban megjelent könyvében (Sound of the Beast: The Complete Headbanging History of Heavy Metal) így magyarázza, hogy mit jelentenek a kifejezés egyes szavai a hippi szlengben: a heavy nagyjából a hatásos vagy ütős szinonimája, és metalnak neveznek egy bizonyos hangulatot, mintha valaki fémekkel gürcölne vagy fémek súlya nyomná. Ebben az értelemben a heavy szó lényeges eleme volt az 1950-es évek eleji beatirodalomnak és a későbbi ellenkultúra szlengjének, az 1960-as évek közepén pedig már általánosan utalt a „nehéz zenékre” – a popzenei kínálat tipikusan lassú, keményebben megszólaló formáira.
Az Iron Butterfly együttes 1968 elején megjelent bemutatkozó lemezének címe: Heavy. Dalszövegben először – még ugyanabban az évben – a Steppenwolf híres Born To Be Wild dalában bukkant fel a heavy metal szókapcsolat. A kifejezés zenei eredetének egy későbbi – vitatott – magyarázatát a Jimi Hendrix Experience korábbi menedzsere, Chas Chandler szolgáltatta egy 1995-ös interjúban. Állítása szerint a heavy metal szókapcsolat a New York Times hasábjain, egy Jimi Hendrix egyik koncertjéről írt beszámolóban szerepelt először, a hatvanas évek második felében, ahol a szerző úgy jellemezte az előadást, „mintha nehéz fém zuhogott volna az égből”. A Chandler állítását alátámasztó eredeti cikket még nem sikerült megtalálni.
Egy zenei stílus leírására első alkalommal a Creem rockmagazin 1971. májusi számában használta a kifejezést Mike Saunders kritikus, a Sir Lord Baltimore együttes Kingdom Come című lemezéről írva: „A Sir Lord Baltimore úgy tűnik bevet minden heavy metal trükköt, ami a nagykönyvben meg van írva.” A kifejezés elterjesztésében szerepe volt a Creem egy másik kritikusának, Lester Bangsnek is, aki az 1970-es évek elején az olyan együttesekről szóló írásaiban használta, mint a Led Zeppelin és a Black Sabbath. Számos zenekritikus kezdetben gúnyos megjegyzésként használhatta a heavy metal megjelölést, de a stílus rajongói gyorsan elfogadták ezt a címkét.
A magyar nyelvben a kifejezésnek kétféle írásmódja helyes, kiejtése mindkettőnek megegyezik. Legelterjedtebb az eredeti angol írásmód (heavy metal) használata, de a fonetikus átírás is alkalmazható (hevi metál), bár utóbbi nagyon-nagyon ritkán fordul elő. A kétféle írásmód különböző mutációi (például: heavy metál) abszolút helytelenek.
A heavy metal és a hard rock kifejezések gyakran keveredtek, elsősorban az 1970-es évek együtteseinek vonatkozásában. Abban az időszakban még egymás szinonimái voltak, például az 1983-as kiadású Rolling Stone enciklopédia egyik szócikke szerint „az agresszív, bluesalapú hard rock stílusáról ismert Aerosmith a hetvenes évek közepének csúcs heavy metal zenekara volt Amerikában”. Az Aerosmith klasszikus hangzását – az egyértelműen tradicionális rock and roll gyökerei miatt – ma már kevesen neveznék heavy metalnak. Még ha néhány együttes neve szorosan összeforrt is a műfaj felemelkedésével – mint a Led Zeppelin és a Deep Purple –, a jelenkori metálközösség nagyrészt nem tartja őket heavy metal együttesnek.

## Története

### Előzmények (1960-as évek közepe)
A korai brit rockegyüttesekre nagy hatással volt az amerikai blueszene. Az 1960-as évek közepén olyan együttesek mint a The Rolling Stones és a The Yardbirds sok – eredetileg akusztikus gitáron előadott – klasszikus bluesnótát vettek lemezre elektromos gitárral és olykor gyorsabb tempóval. Ezekkel a zenei kísérletekkel az angol bluesalapú csapatok – és az általuk inspirált amerikai együttesek – kialakították azokat a stílusjegyeket, melyek a heavy metal alapjait adják: középpontban a kemény akkordokból építkező hangos és torzított gitárjáték. Ennek a megszólalásnak a népszerűsítésében kiemelkedő szerepet játszott a The Kinks 1964-es slágere, a You Really Got Me.
A gitárhangzás fejlődésében jelentős szerepe volt a gitárerősítők feedback technológiával szerelt új generációjának. A The Kinks gitáros Dave Davies mellett más gitárosok, mint például Pete Townshend (The Who) és Jeff Beck (Tridents, The Yardbirds) is kísérleteztek a feedback technikával. Hogy az egyre hangosabb gitárral lépést tudjanak tartani, a dobosok is erőteljesebb megszólalást, komplex és szintén hangosított megközelítést kezdtek alkalmazni, szemben a blues-rock – apró dobfelszereléseken elővezetett – kezdeti maszatolós dobolási stílusával. Az énekesek is hasonlóan módosították technikájukat és erősítőkön keresztül növelték önbizalmukat, gyakran stílusosabb és drámaibb előadásmóddal kísérve. A puszta hangerő tekintetében – főképp az élő koncertek esetén – a The Who „minél-nagyobb-és-hangosabb-Marshall-falakat”-megközelítése volt az irányadó. Az erősítő- és felvételi technika egyidejű fejlődésével lehetőség nyílt ennek a súlyosabb megszólalásnak a sikeres lemezre préselésére is.
A blues-rock és a pszichedelikus rock összeházasítása képezte a heavy metal igazi alapját. A műfajok összeolvasztásának egyik legnagyobb hatású együttese a Cream trió volt, akik masszív, súlyos hangzást alakítottak ki a gitáros Eric Clapton és a basszusgitáros Jack Bruce közti uniszónó riffeléssel és Ginger Baker dupla lábdobjával. Első két nagylemezüket – Fresh Cream (1966) és Disraeli Gears (1967) – az eljövendő műfaj alapvető prototípusaként tisztelik. A Jimi Hendrix Experience bemutatkozó albuma, az Are You Experienced? (1967) szintén nagy hatású volt. Hendrix virtuóz technikáját sok metálgitáros igyekezett később felülmúlni, és az album legsikeresebb dalát, a Purple Haze-t néhányan az első heavy metal slágerként aposztrofálják.

### Kialakulása és korai népszerűsége (1960-as évek vége, 1970-es évek eleje)

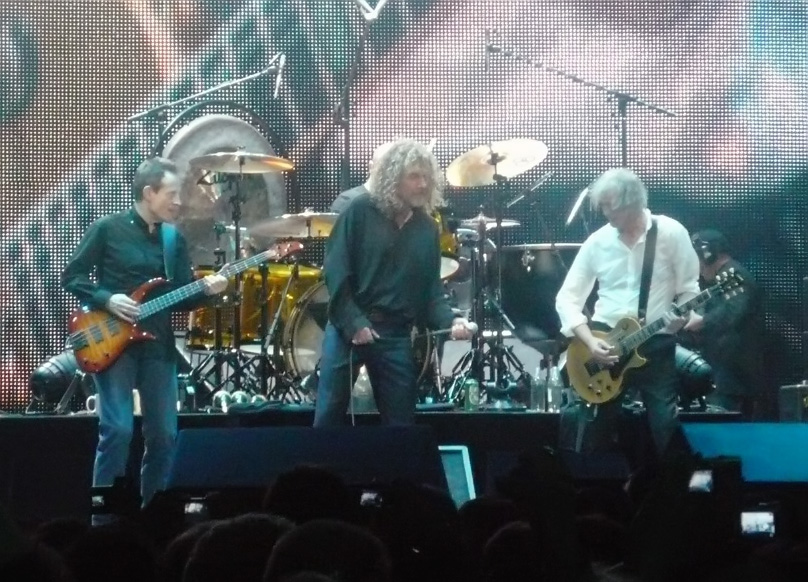
Az újjáalakult Led Zeppelin 2007-ben. Balról jobbra: John Paul Jones, Robert Plant és Jimmy Page

1968-ban a hangzás, ami heavy metal néven lett ismert, kezdett összeérni. Sok kutató és rajongó a Blue Cheer által feldolgozott Eddie Cochran klasszikust, az 1968 januárjában megjelent Summertime Bluest tartja az első heavy metal dalnak. Júliusban három korszakalkotó felvétel jött ki: a Steppenwolftól a Born to Be Wild a tipikus heavy metal dalszöveg őseként; a Yardbirdstől a Think About It dal – az együttes utolsó kislemezének B-oldaláról – Jimmy Page gitáros játékával, mely előrevetítette azt a fémes hangzást, ami hamarosan hírnevet szerzett neki; és végül az Iron Butterfly-tól az In-A-Gadda-Da-Vida album, a 17 perces címadó számmal, mely nagylemez az első számú jelölt a legelső heavy metal album címre. Augusztusban a Revolution dal kislemez változata a The Beatlestől, a maga erőteljes gitár- és dobhangzásával új standardokat állított fel a torzított megszólalás terén a sikeres előadók között.
A The Jeff Beck Group – melynek vezetője Jeff Beck, éppen Page elődje volt a Yardbirds gitárosi posztján – ugyanabban a hónapban jelentette meg bemutatkozó albumát, és így a Truth szintén jelölt a legelső heavy metal album címre. Októberben adta első koncertjét Page új együttese, a Led Zeppelin. Novemberben a Dave Edmunds gitárossal felálló Love Sculpture kiadta a Blues Helping lemezt, rajta Hacsaturján Kardtáncának (Sabre Dance) lüktető, agresszív átiratával. Szintén ugyanebben a hónapban jelent meg a Beatles úgynevezett Fehér Albuma, melyen a Helter Skelter hallható, az egyik legsúlyosabb hangzású dal, amit vezető együttes addig kiadott. 1969 januárjában jelent meg a Led Zeppelin bemutatkozó nagylemeze és a 10. helyig jutott a Billboard lemezeladási listáján. Júliusban a Led Zeppelin a Cream ihlette, de nyersebb hangzású Grand Funk Railroad power-trióval játszott az Atlanta Pop Fesztiválon. A következő hónapban egy másik Cream-gyökerű power-trió, a Mountain adott egyórás műsort a woodstocki fesztiválon. Ősszel a Led Zeppelin II első helyig jutott és az album kislemeze, a Whole Lotta Love negyedik lett a Billboard poplistáján. A metálforradalom elindult.
A Led Zeppelin határozta meg a terjedő műfaj sarokpontjait Page erősen torzított gitárjátékával és az énekes Robert Plant drámai, jajgató stílusával. Más csapatok a következetesen egyre súlyosabb, „tiszta” metálhangzásukkal bizonyultak hasonlóan fontosnak a műfaj elfogadtatásában. Ebből a szempontból 1970-ben megjelent lemezeikkel a Black Sabbath (Black Sabbath illetve Paranoid), és a Deep Purple (Deep Purple in Rock) szerepe volt döntő. A Black Sabbath különösen súlyos hangzást fejlesztett ki, részben a gitáros Tony Iommi korábbi üzemi balesetének köszönhetően, amikor az ujjai megsérültek. Mivel a normál játékra képtelen volt, Iomminak le kellett hangolnia a gitárját, hogy könnyebben le tudja fogni a húrokat, és csak a viszonylag egyszerű játékával megszólaltatott erőteljes akkordokban bízhatott.
Korai éveiben a Deep Purple ingadozott a stílusok között, de 1969-re az énekes Ian Gillan és a gitáros Ritchie Blackmore a csapatot már a kialakulóban lévő heavy metal stílus felé vezette. 1970-ben a Black Sabbath és a Deep Purple is komoly eredményeket könyvelhetett el a brit listákon a Paranoid, valamint a Black Night című dalokkal. Ugyanabban az évben három másik brit együttes debütáló albuma jelent meg heavy metal hangnemben: a Uriah Heeptől a Very ’eavy… Very ’umble, az UFO-tól az UFO 1, és a Black Widow-tól a Sacrifice. Habár általában nem metálegyüttesként tartják számon, mégis a Wishbone Ash alkalmazta először a kétgitáros felállást, amit a következő generáció sok metálegyüttese vett át. A Black Sabbath, Uriah Heep és Black Widow által használt okkult dalszövegek és külsőségek különösen inspirálónak bizonyultak; 1970-ben kiadott negyedik albumán a Led Zeppelin is előtérbe helyezte ezeket az elemeket.

### A heavy metal elterjedése (1970-es évek)
Az Atlanti-óceán túlpartján a Grand Funk Railroad volt az irányadó együttes, mely a Rolling Stone enciklopédia szerint „a kereskedelmileg legsikeresebb amerikai heavy metal együttes volt 1970-től egészen 1976-os feloszlásukig, akik a hetvenes évek sikerreceptjét, a folyamatos turnézást meghonosították”. Az Egyesült Államokban olyan együtteseket azonosítanak a metal felemelkedésével, mint a Dust (első nagylemezük 1971-es), a Blue Öyster Cult (1972) és a KISS (1974). Nyugat-Németországban a Scorpions 1972-ben debütált a Lonesome Crow című albummal. Ritchie Blackmore, aki a Deep Purple 1972-es Machine Head című lemezén emelkedett virtuóz szólógitárossá, 1975-ben kilépett a együttesből, hogy megalapítsa a Rainbow-t. Ezek az együttesek szintén állandó turnézással és egyre gondosabban kidolgozott színpadi show segítségével építették ki közönségbázisukat.
Ahogy korábban írtuk, vannak tulajdonságok, amelyek alapján e korszaknak az együtteseiről el tudjuk dönteni, hogy valóban a heavy metalt vagy egyszerűen a hard rock stílust képviselik. Azok, akik közelebb állnak a műfaj bluesgyökereihez vagy nagyobb hangsúlyt fektetnek a dallamra, ők általában az utóbbi címkét kapják. Az AC/DC, akik 1975-ben debütáltak hazájukban Ausztráliában a High Voltage albummal, kiváló példa erre. Clinton Walker rocktörténész így ír róluk: „a hetvenes években heavy metal zenekarnak nevezni az AC/DC-t ugyanolyan helytelen volt, mint manapság… Ők egy rock 'n' roll együttes, akik éppenséggel elég kemények a metal számára is.” A kérdés nem csak a definíciók tartalmának változásáról szól, hanem arról is, hogy különbség van zenei stílus és rajongótábor között. Ian Christe ezzel magyarázza, hogyan válhatott az AC/DC „rengeteg hard rock rajongó számára a heavy metal kárhozat felé vezető első lépcsőfokká”.

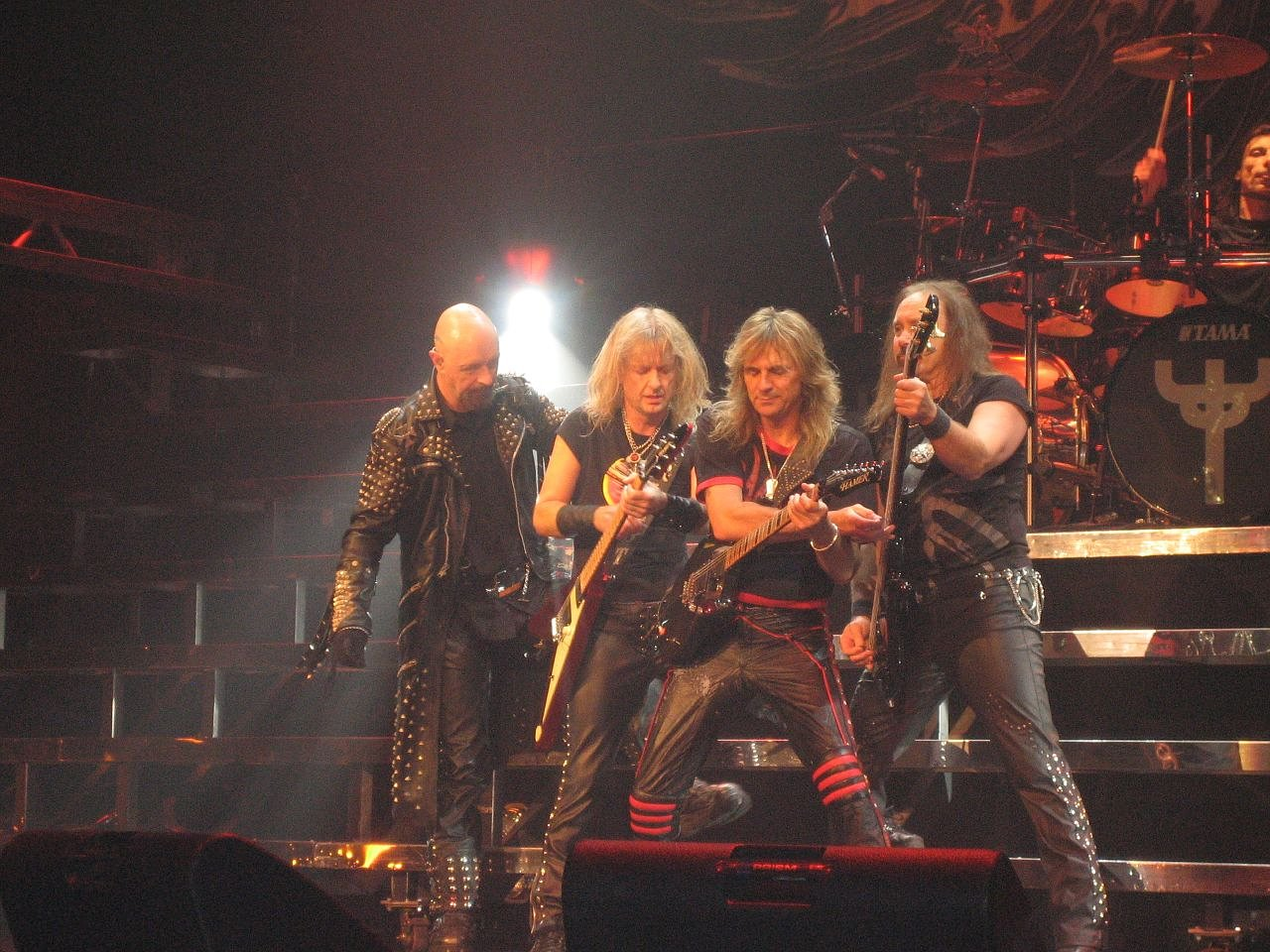
Judas Priest koncert 2005-ben

A Black Sabbath után a brit Judas Priest lett a másik nagy példakép, akik a Rocka Rolla albummal 1974-ben debütáltak. Christe véleménye szerint: „a Black Sabbath közönségének csak az maradt, hogy hasonló hangzású csapatok között guberáljon…” Az 1970-es évek közepére a heavy metal ismertetőjegyei már foszladozóban voltak. Nyomokban fordult elő a Thin Lizzy szeszélyes basszus- és komplex ikergitár témáiban, Alice Cooper színpadi drámaiságában, a Queen sistergő gitárjátékában és feltűnő vokálmegoldásaiban, és a Rainbow egyedi középkori témáiban… A Judas Priest pedig megérkezett, hogy egyesítse és megerősítse ezeket a különálló fontos részleteket a hard rock szónikus palettájáról. A heavy metal első ízben érett igazi műfajjá."
Habár a Judas Priest lemezei egészen 1980-ig nem kerültek be az amerikai eladási listán a Top 40-be, sokak számára mégis ők jelentették a Sabbath utáni korszakban a definitív heavy metal zenekart. Az ikergitáros riffeléssel és szólókkal, a szélvész tempóval, a bluesmentes, jóval fémesebb hangzással nagy hatással voltak a későbbi csapatokra. Miközben a heavy metal népszerűsége egyre nőtt, a legtöbb kritikus nem tudta elfogadni ezt a fajta zenét. Kifogásolták, hogy a metal is alkalmazni kezdte a szemfényvesztő látványosságokat és más kereskedelmi fogásokat, de leginkább a semmitmondónak tartott zenét és dalszövegeket érték támadások. Robert Christgau neves kritikus az 1970-es évek elején így írt egy Black Sabbath-album ismertetőjében: „unalmas és ostoba… sötétagyú, erkölcstelen népszerűséghajhászás”.

### Kereskedelmi sikerek (1980-as évek)
A punk rock az 1970-es évek közepén fejlődött ki, mintegy válaszlépésként a korabeli szociális viszonyokra és egyben a korszak túlzottan elkényelmesedett rockzenéjére, beleértve a heavy metalt is. A heavy metal felvételek eladásai drasztikusan csökkentek az 1970-es évek végén, szemben a punk, a disco és a mainstream rocklemezek mutatóival. Azzal, hogy a nagy lemezkiadók felfigyeltek a punk zenére, a mozgalom energikus hangzása és a „csináld magad” hozzáállás sok új brit heavy metal zenekarnak adott inspirációt, akik aztán ugyanúgy független csatornákon keresztül juttatták el felvételeiket a kis létszámú, de hűséges közönséghez. A brit zenei lapok mint az NME és a Sounds kezdtek felfigyelni rájuk, és a Sounds szerzője, Geoff Barton elkeresztelte a mozgalmat a brit heavy metal új hullámának (New Wave of British Heavy Metal).

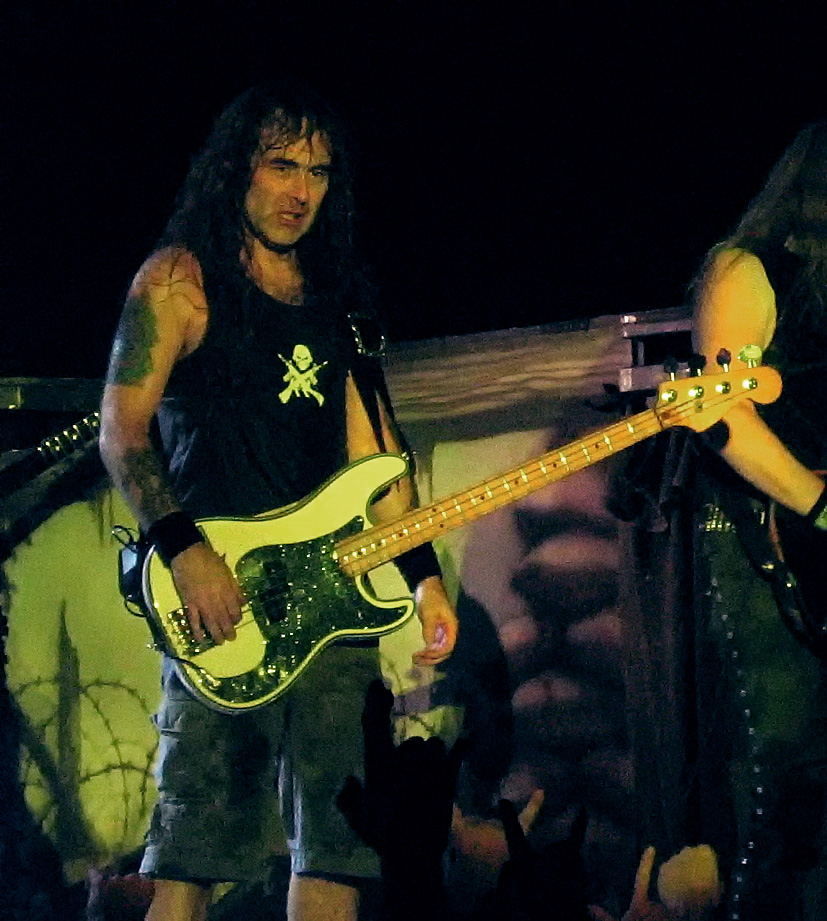
Steve Harris basszusgitáros, az Iron Maiden alapítója 2006-ban

A NWOBHM zenekarok, köztük az Iron Maiden, a Motörhead, a Saxon, a Diamond Head és a Def Leppard új energiát vittek a műfajba. A Judas Priest vezetésével bekeményítették a hangzást, visszavettek a blueselemekből, és a hangsúlyt a mindinkább gyorsuló tempókra helyezték. 1980-ban a NWOBHM betört a mainstreambe, mikor Iron Maiden-, Motörhead- és Saxon-lemezek jutottak a brit listákon a legjobb 10 közé. A következő évben a Motörhead – elsőként a mozgalomból – a brit eladási lista élére került a No Sleep ’til Hammersmith lemezzel. Más NWOBHM csapatok, mint a Diamond Head és a Venom, bár kevesebb sikert arattak, de szintén komoly befolyással voltak a metal fejlődésére.
A hetvenes évek végére a metálzenekarok első generációja átengedte a rivaldafényt. A Deep Purple nem sokkal Blackmore 1975-ös távozása után feloszlott, és a Led Zeppelin is összepakolt 1980-ban. A Black Sabbathot koncerten rendszeresen háttérbe szorította az előzenekaruk, egy Los Angeles-i csapat, a Van Halen. A zenekaralapító gitáros Eddie Van Halen a korszak egyik vezető gitárvirtuóza lett a műfajban – 1978-as bemutatkozó lemezükön az Eruption című dalban előadott szólója mérföldkőnek tekinthető. Randy Rhoads és Yngwie J. Malmsteen szintén neves gitárvarázslókká váltak a neoklasszikus metálként megismert stílus kapcsán. A komolyzenei elemek átvételét még Blackmore és a scorpionsos Uli Jon Roth kezdték el, amit aztán a következő generáció azzal fejlesztett tovább, hogy alkalmanként nejlonhúros klasszikus gitárokat használtak, ahogy például Rhoads a Dee című dalban, a korábbi Black Sabbath-frontember Ozzy Osbourne első szólólemezén, a Blizzard of Ozz (1980) korongon. A 80-as években aztán Steve Vai, és mestere, Joe Satriani emelték újabb szintre a virtuóz rockgitározást.
A Van Halen sikereinek hatására az 1970-es évek végén növekedésnek indult a metálszíntér Dél-Kaliforniában, különösen Los Angelesben. A Sunset Strip (Hollywood) környéki klubokban játszó zenekarokat, mint a Quiet Riot, a Ratt, a Mötley Crüe és a W.A.S.P. az 1970-es évek elejének tradicionális heavy metal zenéje ihlette, és emellett átvették az olyan glam rock előadók színpadi megjelenését, mint Alice Cooper vagy a Kiss. Ezek a glam metal zenekarok – a hasonló stílusú előadókkal együtt, mint például a New York-i Twisted Sister – komoly erővé váltak a metálban és a rock zene szélesebb rétegeiben egyaránt.
A brit heavy metal új hullámának nyomában és a Judas Priest számára áttörést hozó British Steel (1980) album hatására a heavy metal népszerűsége egyre nőtt az 1980-as évek elején.
Magyarországon is ebben az időben alakultak meg a nyugatról becsempészett NWOBHM-lemezek hatására az első, valóban heavy metalt játszó zenekarok, mint a Stress és a Pokolgép. Egy Judas Priesttel közös Európa-turnét követően jelent meg a német Accept zenekar Restless and Wild (1982) nagylemeze, mely kétségtelenül komoly lökést adott a műfajnak a kontinensen. Az album Fast as a Shark című dala jól tükrözi az Accept speed metal törekvéseit. A német színtér zenekarai közül a Running Wild, a Grave Digger, a Helloween és a Rage építettek az Accept gyors tempóira, lerakva ezzel a német speed metal stílus alapjait.

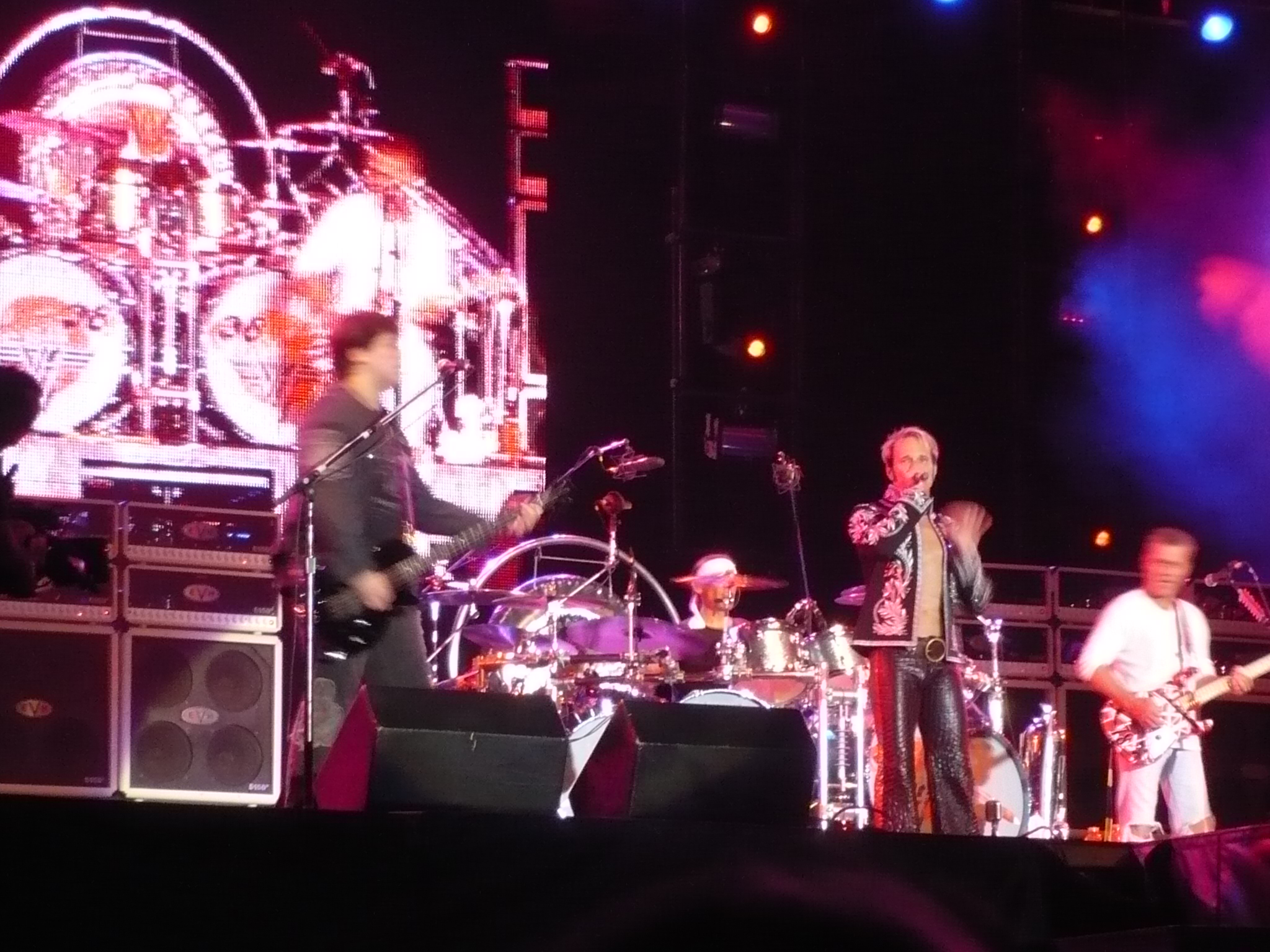
Az újjáalakult Van Halen utolsó koncertje 2008-ban

Amerikában sok metálelőadó profitált abból, hogy bekerültek az 1981-ben indult Music Television (MTV) műsoraiba. A lemezeladások gyakran szárnyaltak, ha egy zenekar videóklipje bekerült a műsorokba. A Pyromania (1983) album klipjei szupersztárrá tették a Def Leppardot Amerikában, a Quiet Riot pedig az első hazai (amerikai) heavy metal zenekar lett, akik vezették a Billboard-listát a Metal Health (1983) lemezzel. Az Államokban a metal növekvő népszerűségének egyik fontos állomása volt az 1983-as US Festival Kaliforniában, ahol a háromnapos rendezvény „heavy metal napján” Ozzy Osbourne, a Van Halen, a Mötley Crüe, a Judas Priest és más metálzenekarok fellépése vonzotta a legnagyobb közönséget. 1983 és 1984 között a heavy metal piaci részesedése 8%-ról 20%-ra nőtt az összes eladott lemezt figyelembe véve az USA-ban. A műfaj történéseit követő több fontos szaklap indult abban az időben, köztük a Kerrang! (1981-ben) és a Metal Hammer (1984-ben), valamint temérdek rajongói folyóirat (fanzine). 1985-ben a Billboard magazin jelentette: „A metal kiszélesítette tömegbázisát. A metálzene többé nem a tinédzser fiúk kizárólagos felségterülete. A metal közönsége egyszerre idősebb (főiskolás korú), fiatalabb (kamasz korú) és csajosabb lett.”
Az 1980-as évek közepére a glam metal dominált az amerikai listákon, a zenetévében és az arénakoncertek körforgásában. Új zenekarok, köztük a Poison és a Bon Jovi váltak húzónevekké, míg a Mötley Crüe és a Ratt továbbra is sikeresek maradtak. 1987-ben indította el az MTV a Headbanger’s Ball műsort, mely kizárólag heavy metal klipekre koncentrált. A metáltábor azonban tagolódni kezdett a sok underground metálszíntér létrejöttével, melyek a jóval extrémebb hangzásokat támogatták és a népszerű stílust „könnyű fémnek” vagy „hajmetálnak” csúfolták. Egyetlen zenekar volt, aki a különféle rajongótáborokat meg tudta szólítani: a Guns N’ Roses. Los Angeles-i glam metal kortársaikkal ellentétben ők sokkal nyersebbnek és veszélyesebbnek tűntek. A listavezető Appetite for Destruction (1987) megjelenésével újratöltötték és szinte egyedül tartották életben éveken át a Sunset Strip sleaze-színterét. A következő évben a Jane’s Addiction ugyanarról a Los Angeles-i hard rock klubszíntérről indult el nagykiadós bemutatkozásával (Nothing’s Shocking). A lemez ismertetőjében még így írt a Rolling Stone magazin: „a Jane’s Addiction a Led Zeppelin igazi örököse”. A csapatot később az elsők között sorolták az alternatív metal trendbe, mely a következő évtizedben lett meghatározó.

### Metal underground (1980-as és 1990-es évek)
A kereskedelmileg sikeres metal műfajok mellett sok más heavy metal alműfaj is kifejlődött az 1980-as évek során. Számos kísérlet történt az underground metal bonyolult világának feltérképezésére elsősorban az AllMusic szerkesztői, valamint Garry Sharpe-Young kritikus által. Sharpe-Young többkötetes metálenciklopédiája az alábbi kategóriákba sorolja az underground műfajokat: thrash metal, death metal, black metal, power metal, progresszív metál, doom illetve gothic metal.

#### Thrash metal
A thrash metal az 1980-as évek elején alakult ki a hardcore punk és a brit heavy metal új hullámának, főleg a speed metalként ismert, pörgős stílusú dalok hatására. A mozgalom az Egyesült Államokból indult, a San Franciscoó-i Bay Area-színtér vezetésével. A thrashcsapatok által kifejlesztett hangzás gyorsabb és agresszívebb volt, mint az eredeti metálzenekaroké, vagy azok glam metal követőiké. A Type O Negative frontembere, Peter Steele a thrasht a „városi métely” zenei formájaként és a rap sápadtarcú unokaöccseként jellemezte.

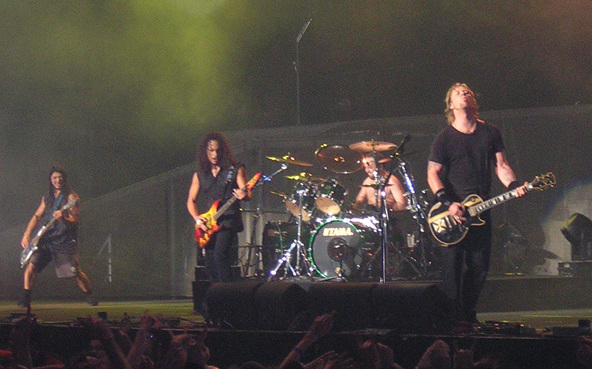
Metallica koncert 2003-ban. Balról jobbra: Robert Trujillo, Kirk Hammett, Lars Ulrich és James Hetfield

A stílust a „Nagy négyes” tette népszerűvé: az Anthrax, a Megadeth, a Metallica és a Slayer. A műfaj európai meghonosításában három német zenekar játszott főszerepet: a Kreator, a Sodom és a Destruction. Mások, köztük a kanadai Voivod, a New Jersey-i Overkill, a San Franciscó-i Testament és Exodus, valamint a brazil Sepultura szintén jelentős befolyással bírtak. Noha a thrash az underground színtéren indult és nagyrészt ott is maradt majdnem egy évtizedig, a vezető csapatok szélesebb közönségréteget céloztak meg. A Metallica a Billboard eladási listáján a legjobb 40 közé jutott a Master of Puppets albummal 1986-ban, rá két évre pedig, a zenekar …And Justice for All lemeze a 6. helyig jutott, míg a Megadeth és az Anthrax lemezei bekerültek a Top 40-be.
Habár kompromisszumoktól mentes hozzáállásával a Slayer szerényebb kereskedelmi sikereket ért el, mint a „Nagy négyes” többi tagja, mégis ők készítették el a műfaj egyik definitív lemezét, a Reign in Blood-ot (1986), melyet a Kerrang! magazin „minden idők legkeményebb albumának” kiáltott ki. Két évtizeddel később a Metal Hammer az elmúlt húsz év legjobb nagylemezének nevezte. A Slayer a szélső-jobbos skinheadek között is követőkre talált, a zenekart pedig az erőszak és náci eszmék hirdetésével vádolták. Az 1990-es évek elején a thrash kiugró sikert ért el a metálmainstreammel dacolva, és újradefiniálva azt. A Metallica 1991-es albuma a Billboard-lista élére került, a Megadeth Countdown to Extinction (1992) című lemeze a 2. helyig jutott, az Anthrax és a Slayer bekerültek a Top 10-be, és a második vonalból olyan együttesek lemezei is, mint a Testament és a Sepultura, bejutottak a 100-as listára.

#### Death metal

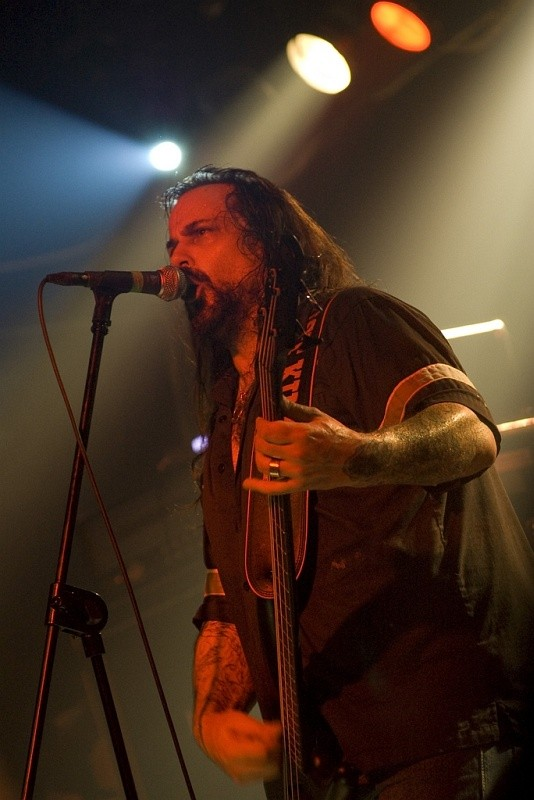
Glen Benton, a Deicide együttes frontembere a varsói Winterfesten, 2009-ben

A thrash hamar több extrém metal műfajra kezdett szétválni. Az Allmusic szerint, a Slayer Reign in Blood albuma „szinte egymaga inspirálta a death metal műfajt (legalábbis az Atlanti-óceán amerikai oldalán)”. A NWOBHM-zenekar Venom szintén fontos előfutár volt. A death metal mozgalom az óceán mindkét partján felhasználta az „istenkáromlás” és a „sátánizmus” elemeit, mint ahogy az említett előadók. Feltételezések szerint a death (magyarul halál) metal kifejezés a Death Metal című dalból származik, a Bay Area-i Possessed zenekar Seven Churches (1985) albumáról. Mások szerint magáról a Death zenekarról nevezték el a stílust.
A death metal hasznosította a thrash és a hardcore sebességét és agresszióját, olyan dalszövegekkel összeforrasztva, melyek a Z-kategóriás kaszabolós mozifilmekre jellemző erőszakra és sátánizmusra koncentráltak. A death metal ének tipikusan zord. Ide tartozik a torokból feltörő „halálhörgés”, az éles hangú üvöltés és egyéb szokatlan technikák. A mély hangú, agresszív énekstílus mellett lehangolt, erősen torzított gitárok, és az extrém gyors dobolás jellemző, gyakran szélsebes lábdobokkal, pusztító ütemekkel (blast beat) és szinkópálással. Jellemző a gyakori tempó és ritmusváltás is.
A death metal általában elutasította a korábbi metal stílusok színpadi megjelenését, helyette a hétköznapi szakadt farmernadrágokat és egyszerű bőrkabátokat választotta. E szabály alól fontos kivétel a Deicide frontembere Glen Benton, aki fordított keresztet égetett a homlokába és a színpadon páncélt viselt. A Morbid Angel pedig az újfasiszta külsőségeket vette fel. Ez a két zenekar, a Deathfel és az Obituaryval együtt, a Floridában kialakult meghatározó death metal színtér vezető csapatai voltak az 1980-as évek közepén. Angliában a death metal stílussal rokon grindcore a Napalm Death és az Extreme Noise Terror vezetésével emelkedett ki az anarcho-punk mozgalomból. A skandináv death metal színtéren is megindult a fejlődés olyan zenekarokkal, mint a svéd Entombed és Dismember, ahol pár évvel később a göteborgi Dark Tranquillity, In Flames és At the Gates zenekarok révén a dallamos death metal hangzás is kialakult. Az 1990-es évek során olyan amerikai technikás death metal zenekarok mutatták be a sebesség és technikás játék új szintjeit, mint az Atheist és a Cynic. Az évtized közepén Demanufacture (1995) című albumán elsőként a Fear Factory ötvözte industrial (ipari) elemekkel a death metalt, az énekes Burton C. Bell pedig felváltva használt tiszta énektémákat és „halálhörgést” a dalokban.

#### Black metal
A black metal első hulláma Európában alakult ki az 1980-as évek első felében a svájci Hellhammer és Celtic Frost, valamint a svéd Bathory vezetésével. A műfaj elnevezése a Venom 1982-es albumának címéből (Black Metal) származik. A nyolcvanas évek végén elsődlegesen Skandináviában kelt életre a második hullám az olyan zenekarok révén, mint a norvég Mayhem, Burzum és Emperor.

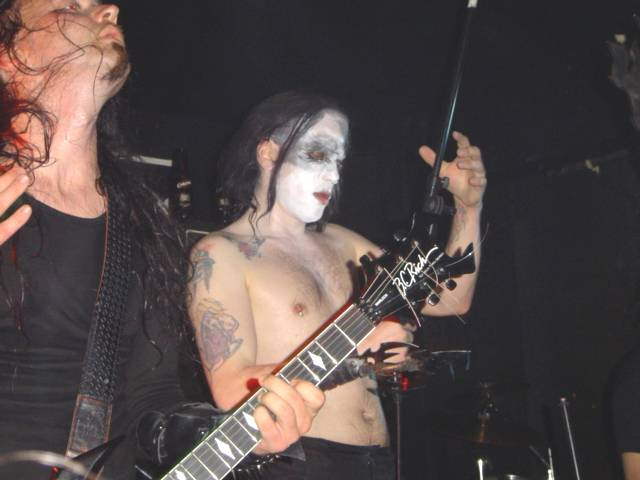
Blasphemer és Maniac (Mayhem)

A black metal stílusilag és a produkció minőségét tekintve is meglehetősen változatos, habár a legtöbb zenekar a „károgó”, morgó énekre, az erősen torzított gitárokra és a sötét atmoszférára helyezi a hangsúlyt. A Darkthrone dobosa Fenriz így magyarázza: „Volt valami, amit a produkcióval, a dalszövegekkel, az öltözködésükkel ki akartak fejezni, az elkötelezettség, hogy csúf, nyers, fenyegető dolgokat csináljanak. Nem volt egy általánosan elfogadott hangzás.” A sátáni témák megszokottak a black metalban, bár sok zenekar inkább az ősi pogányságból merít ihletet, a kereszténység előtti idők értékeihez való visszatérést hirdetve.
Míg a Bathory elindította a viking metal és folk-metal mozgalmakat, addig a skandináv black metal színtérről más zenekarokat a terjedő erőszakossággal azonosítottak az 1990-es évek elején. 1990-ben a Mayhem „hullafestést” (corpsepaint) kezdett viselni koncertjein és a zenekari fotózásokon. A Mayhem és a Burzum templomgyújtogatások és sátánizmus vádjával sározódott be. 1991-ben visszaütött a lemezkiadók hajszája a death metal zenekarok szerződtetésére, és az underground közönség azokhoz a zenekarokhoz pártolt, melyek ellenálltak stílusuk kihasználásának és felhígításának. A volt Gorgoroth és jelenlegi God Seed énekes Gaahl szerint „a black metal soha nem akart közönséget toborozni… Volt közös ellenségünk. Természetesen a kereszténység, a szocializmus és minden amit a demokrácia jelképez”. A Mayhem-énekes, Dead 1991-es öngyilkossága és a Varg Vikernes (Burzum) által 1993-ban meggyilkolt Mayhem-gitáros, Euronymous halála világszerte a műfajra terelte a figyelmet.
1992-re a Skandinávián kívüli területeken is kezdett terjedni a black metal, többek között Németországban, Franciaországban és Lengyelországban. 1996 körül, mikor a színtéren sokan úgy érezték, hogy a műfaj megrekedt, számos kulcsfontosságú zenekar, köztük a Burzum és a finn Beherit az ambient stílus, a svájci Samael pedig az industrial stílus irányába lépett tovább, míg a Dimmu Borgir és a brit Cradle of Filth a szimfonikus black metalt kutatta.

#### Power metal
Noha Észak-Amerikában viszonylag underground stílusnak számít, Európában, Japánban és Dél-Amerikában nagy népszerűségnek örvend. A power metal az életvidám, epikus dallamokra és témákra koncentrál, mellyel a hallgató pozitív érzéseire, a hősiességre és a kedélyességre gyakorol hatást. A „happy metal” hangzás alapreceptjét a német Helloween alakította ki az 1980-as évek második felében, az erőteljes riffek, a dallamos megközelítés, a Judas Priestre és Iron Maidenre jellemző magas hangú, „tiszta” énekstílus és a sebesség kombinációjaként. Yngwie J. Malmsteen Rising Force (1984) albuma döntő szerepet játszott a „húrtépésnek” (shredding) nevezett ultragyors gitárjáték népszerűsítésében, valamint a metal és klasszikus zenei elemek összeházasításában, melyek komoly hatással voltak a power metalra. A kilencvenes években Timo Kotipelto énekes beszállásával a finn Stratovarius vált a műfaj vezető csapatává Európában.
Sok mai power metal zenekar, mint például az amerikai Kamelot, a finn Nightwish, a német Blind Guardian és az olasz Rhapsody of Fire (korábban szimplán Rhapsody) alkalmaz billentyűorientált „szimfonikus” megszólalást, néha nagyzenekart és operaénekeseket is csatasorba állítva.
Az Egyesült Államokban a nyolcvanas évek első felében alakult ki egy szintén power metalnak nevezett vonulat a NWOBHM hatására olyan zenekarokkal, mint a Savatage, a Metal Church, a Vicious Rumors, a Jag Panzer, a Helstar, a Liege Lord vagy a Manowar. Az amerikai power metal zenekarok a szokottnál keményebb riffekkel játszották a heavy metalt, de a thrash metalra hatással lévő hardcore punk befolyás nem érte őket. Ezek a csapatok olyan „gitárhősöket” adtak a műfajnak, mint Vinnie Moore (Vicious Rumors), Joey Tafolla (Jag Panzer) vagy Chris Oliva (Savatage) vagy éppen Joey DeMaio (Manowar). A nyolcvanas évek US power metal zenekarait a metal műfaj mai stílusirányzatai szerinti felosztásban már inkább tradicionális heavy metal kategóriába sorolják.

#### Progresszív metal

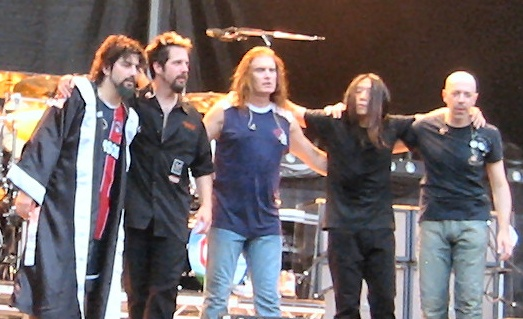
A Dream Theater 2005-ös párizsi koncertjük végén

A progresszív metal eredetét egészen az 1960-as évek végi/1970-es évek eleji progresszív rock zenekarokig vezethetjük vissza, mint a Yes, a Pink Floyd, a Jethro Tull, a King Crimson, a Genesis, a Rush és a Queen. Azonban a progresszív metal , mint önálló műfaj az 1980-as évek közepéig nem alakult ki. Az olyan zenekarok, mint a Fates Warning, a Queensrÿche és a Dream Theater ezektől a prog-rock csapatoktól vettek át zenei elemeket – elsődlegesen a hangszerelés és a dalok felépítése terén – és kombinálták az Iron Maiden és a Metallica fémjelezte metal stílusokkal. A végeredmény pedig progresszív rock mentalitás metálhangzással.
A prog-metal az 1990-es évek elején könyvelhetett el komoly kereskedelmi sikereket, mikor a Queensrÿche számára áttörést hozó Operation: Mindcrime (1988) album után a Silent Lucidity dal (az 1990-es Empire albumról) rádiós és MTV sláger lett Amerikában. Nem egy tipikus progresszívmetáldal, de népszerűsége révén növelte más prog-metal-zenekarok ázsióját. A Dream Theater Pull Me Under dala (az 1992-es Images and Words albumról) szintén népszerű volt a rádióadóknál és az MTV-n. Az 1990-es évek zenekarai közül a Tiamat, a Pain of Salvation, az Opeth, az Ayreon, a Tool és a Symphony X is jellegzetes, saját hangot tudott kialakítani, színesítve ezzel a progresszív zenei palettát.

#### Doom metal
A műfaj az 1980-as évek közepén bukkant fel olyan zenekarokkal, mint a kaliforniai Saint Vitus, a marylandi The Obsessed, a chicagói Trouble és a svéd Candlemass. A doom metal mozgalom elutasította más metal műfajok sebességmániáját, vontatottá lassítva a zenét. A doom metal gyökerei a korai Black Sabbath albumokig vezetnek vissza, és a stílus mindazt megtestesíti a dalszövegekben és a zenei megközelítésben, amit a Sabbath és olyan kortársai, mint a Pentagram és a Black Widow képviseltek. A The Melvins szintén jelentős hatással volt a doom metalra és számos alműfajára is. A metal sok egyéb változatához képest a doomzenekarok a dallamra, a melankolikus tempóra és a temetői hangulatra helyezik a hangsúlyt.
Az 1980-as évek végén a doom és a hardcore egyesítésével született meg a sludge metal, melynek vezető zenekarai az Eyehategod és a Crowbar voltak a New Orleans, Louisiana (NOLA) központú színtérről. A következő évtized elején a korai doom metal zenekarok hatására Kaliforniából a Kyuss és a Sleep indították el a „könnyű” drogokkal azonosított stoner rock/stoner metal stílus felemelkedését, míg a seattle-i Earth ambient kísérleteivel létrehozta a drone metalt.

#### Gothic metal
Európában az 1990-es évek elején – jórészt a Celtic Frost hatására – a doom és a death metal fúziójával brit zenekarok, mint a Paradise Lost, a My Dying Bride és az Anathema létrehozták a jellegzetes kettős énekkel kísért gothic metal stílust, ahol a death metalból átvett mély „halálhörgést” tiszta női énekhang kíséri. Legismertebb követőik Norvégiából a Theatre of Tragedy, a Trail of Tears és a Tristania. Amerikából a Type O Negative a stílus legelismertebb képviselője. A svéd Therion komolyzenei kísérleteinek köszönhetően aztán szimfonikusmetál-mozgalommá alakult a gothic metal olyan csapatokkal mint a holland Within Temptation, a liechtensteini WeltenBrand, vagy az ausztrál Virgin Black.

### Alternatív éra és nu metal (1990-es évek)
A metal kereskedelmi sikereinek korszaka az 1990-es évek elején ért véget a Nirvana és más grunge-zenekarok felbukkanásával, jelezve az alternatív rock áttörését. A grunge-zenekarokra hatással volt a heavy metal hangzás, de elvetették a népszerűbb metálcsapatok kicsapongásait. A glam metal elveszítette támogatottságát, és nem csak a grunge sikerének köszönhetően, de a Metallica fémjelezte agresszívebb hangzás és a Pantera-féle post-thrash groove metal népszerűségének növekedése miatt is. Kevés új, egyértelműen metált játszó zenekar aratott kereskedelmi sikert az évtized első felében – a Pantera Far Beyond Driven albuma 1994-ben például vezette a Billboard lemezeladási listáját – de Ian Christe szavaival: „a mainstream fakó szemében a metal halott volt”. Néhány zenekar megpróbált alkalmazkodni az új zenei viszonyokhoz. A Metallica megújította stílusát: a tagok levágatták a hajukat, aztán 1996-ban a Jane’s Addiction énekes Perry Farrell szervezte alternatívzenei fesztivál, a Lollapalooza főzenekaraként játszottak. Miközben ezek a történések több régi rajongóból negatív reakciókat váltott ki, a Metallica világszerte az egyik legsikeresebb zenekar maradt az új évszázadban is.

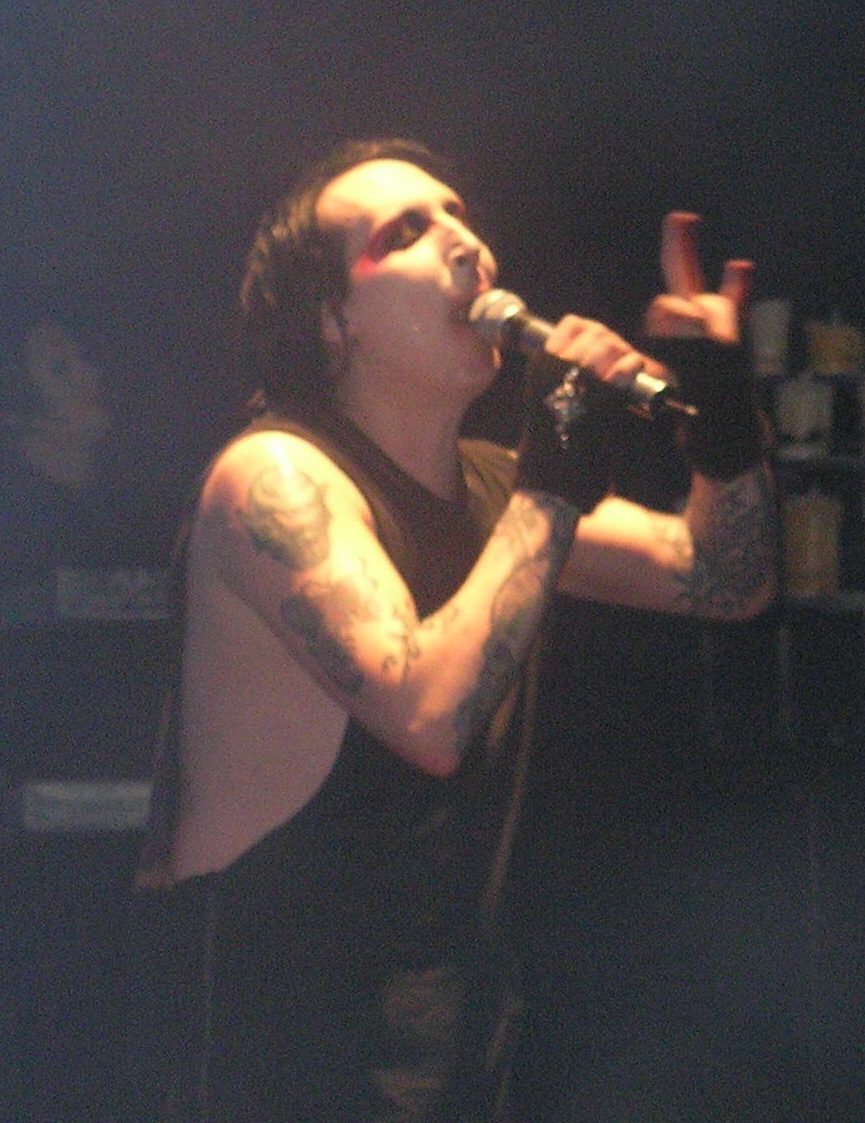
Marilyn Manson a színpadon 2007-ben.

Ahogy a Jane’s Addiction, úgy az 1990-es évek elejének heavy metal gyökerekkel rendelkező legnépszerűbb csapatai közül sokan szorultak az „alternatív metál”-feliratú dobozba. A címkét az előadók széles körére alkalmazták, akik különböző stílusokkal ötvözték a metált, és nem is mindig az alternatív rockkal. Alternatív metálnak nevezték többek között a seattle-i grunge-színtérről az Alice in Chainst, a noise rock beütésű White Zombie-t és más, többféle stílusból merítő csapatokat. A Faith No More dzsessz, punk, funk, metál- és hiphopelemekkel kombinálta alternatívrock-zenei világát. A Primus a funkot, a punkot, a thrash metalt és kísérleti zenét egyesítette. A Tool a progresszív rockkal ötvözte a metált, míg a Nine Inch Nails és a Ministry az elektro-industrial hangzásba építette be a súlyos metálriffeket. Marilyn Manson hasonló úton járt, miközben a két évtizeddel korábbi Alice Cooperre emlékeztető, sokkoló hatású előadásokra törekedett. Az alternatív metal művészei, bár nem képviseltek egységes színteret, de egységbe kovácsolta őket kísérletező szándékuk és a glam metal külsőségeinek elutasítása (igaz, Rob Zombie és Marilyn Manson színpadi megjelenése erős kivételnek számít e szabály alól). Az alternatív metal stíluskavalkádja annak „a színpompás következménye, hogy a metal megnyílt és szembenézett a külvilággal” – írja Christe.
Az 1990-es évek második felében érkezett meg az amerikai metálcsapatok új hulláma, akiket az alternatívmetál-zenekarok és sokszínű stílusuk inspirált. A nu metalnak nevezett zenekarok, mint a Korn, a P.O.D., a Papa Roach, a Limp Bizkit, a Linkin Park, a Slipknot és a System of a Down széles zenei skálán mozognak, a hiphoptól a death metalig. A nu metal a folyamatos MTV-jelenlétnek, és Ozzy Osbourne 1996-ban indult Ozzfestjének köszönhetően aratott komoly kereskedelmi sikereket, mely arra ösztökélte a médiát, hogy a heavy metal újjáéledéséről kezdjen beszélni. Abban az évben adta ki a Korn a Life Is Peachy albumot, az első nu metal lemezt, mely bekerült a Top 10-be. Két évvel később a zenekar Follow the Leader albuma 1. helyig jutott. A nu metal kereskedelmi sikereinek hatására 1999-ben a Billboard feljegyezhette, hogy több mint 500 metálzenére szakosodott rádióadó működik az Egyesült Államokban, közel háromszor annyi mint tíz évvel korábban. Miközben a nu metal széles népszerűségre tett szert a 2000-es évek elején, a hagyományos metal stílusok rajongói – egy-két előadó kivételével – nem fogadták el teljesen a műfajt. A Korn csúcsteljesítménye után három évvel, 2001-ben az örmény származású amerikai System Of A Down második albuma, a Toxicity jutott fel újra a Billboard-lista élére, míg ugyanakkor a Slipknot Iowa albuma a harmadik helyig jutott. Bár az évtized közepére a nu metal mozgalom népszerűsége erősen megkopott, a vezető zenekarok, mint a Korn, a Slipknot és a System Of A Down továbbra is sikeresek.

### Mai trendek (2000-es évek)
Az amerikai thrash metal, a göteborgi dallamos death metal és a hardcore keresztezéséből jött létre Amerikában a metalcore stílus, mely a 2000-es évek elején vált kereskedelmi tényezővé. Az 1980-as évek közepén a hardcore-t és thrash metalt egyesítő zenekarok, köztük a Suicidal Tendencies és az S.O.D. (Stormtroopers Of Death) csak underground hősök voltak, de majd' húsz évvel később az olyan albumok, mint a Killswitch Engage-től a The End of Heartache és a Shadows Falltól a The War Within a Billboard lemezeladási listáján a 21. illetve a 20. helyen debütált.

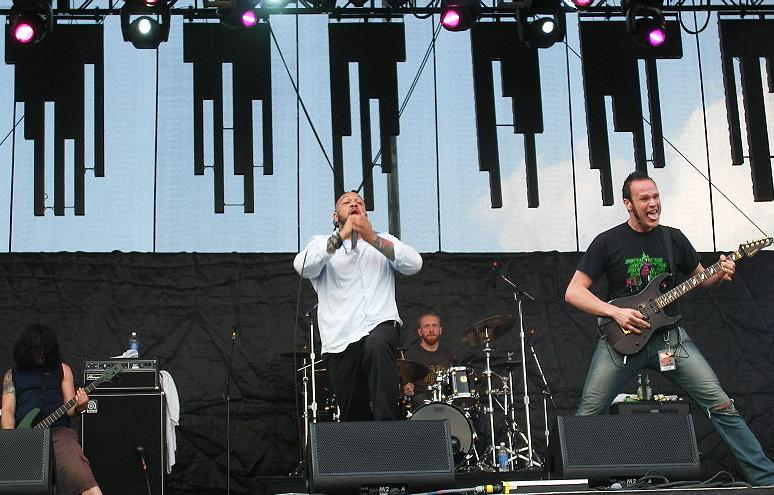
A Killswitch Engage a 2008-as Download fesztiválon.

A mai metalcore mozgalom elindítói a massachusettsi hardcore-színtérről származó zenekarok voltak. A Lamb of God a metalcore és a groove metal hangzást ötvöző Sacrament (2006) című albumával tört be az amerikai Top 10-be. Az elmúlt években a metalcore-zenekarok kiemelt pozíciókban léphettek fel a főbb metálfesztiválokon, mint az Ozzfest. A nagy lemezkiadók felfigyeltek a metal népszerűségének újbóli növekedésére és szerződtették a legígéretesebb új csapatokat mint a Lamb of God, a Shadows Fall és a komplex metált játszó Mastodon. A metal tengerentúli feltámadását az 1995-ben megszűnt Headbangers Ball műsor 2003-as újraindítása is jelezte az MTV-n.
Európában, különösen Németországban és Skandináviában, a metal folyamatos népszerűségnek örvend. A rajongók a már befutott előadókat (beleértve a hosszabb-rövidebb szünet után visszatérőket) és az új zenekarokat is lelkesen támogatják. Ezt a megállapítást támasztják alá a kontinensszerte késő tavasztól nyár végéig megrendezett szabadtéri fesztiválok, köztük számos többnapos megmozdulás, sok tucat fellépővel és akár az ötvenezer főt is megközelítő látogatóval. A legtöbb nagy metálfesztivált Németországban tartják (Wacken Open Air, Bang Your Head, With Full Force), de szinte minden európai országnak megvan a saját rendezvénye: Gods of Metal (Olaszország), HellFest (Franciaország), Tuska Open Air (Finnország), Metalcamp (Szlovénia), Download Festival (Anglia), Nova Rock (Ausztria), Rockmaraton (Magyarország), Rockstadt Extreme (Románia).
Az Egyesült Államokban a legnépszerűbb utazó metálfesztivál az Ozzy Osbourne-hoz köthető 1996-ban indult Ozzfest, ahol mindig az éppen aktuális metáltrendek kiemelt szereplői lépnek fel az USA különböző nagyvárosaiban. A Megadeth-gitáros Dave Mustaine kezdeményezésére 2005-ben indult el a Gigantour elnevezésű utazó metálfesztivál, ahol a Megadeth mellett a legerősebb underground metálcsapatok kapnak lehetőséget.

## Metallemezek, amiket hallanod kell
A Robert Dimery által szerkesztett és 2006-ban megjelent 1001 lemez, amit hallanod kell, mielőtt meghalsz című zenés kézikönyvben több heavy metal album is szerepel. Ezek megjelenésük sorrendjében:
| 1969 - Led Zeppelin – Led Zeppelin (1969) - Led Zeppelin – Led Zeppelin II (1969) 1970 - Deep Purple – Deep Purple in Rock (1970) - Black Sabbath – Black Sabbath (1970) - Led Zeppelin – Led Zeppelin III (1970) 1971 - Led Zeppelin – Led Zeppelin IV (1971) - Black Sabbath – Paranoid (1971) 1972 - Black Sabbath – Black Sabbath Vol. 4 (1972) - Deep Purple – Machine Head (1972) - Deep Purple – Made in Japan (1972) koncert 1975 - Led Zeppelin – Physical Graffiti (1975) 1976 - Kiss – Destroyer (1976) 1978 - Van Halen – Van Halen (1978) 1979 - AC/DC – Highway to Hell (1979) 1980 - AC/DC – Back in Black (1980) - Judas Priest – British Steel (1980) - Iron Maiden – Iron Maiden (1980) - Motörhead – Ace of Spades (1980) 1981 - Motörhead – No Sleep ’til Hammersmith (1981) koncert 1982 - Iron Maiden – The Number of the Beast (1982) - Venom – Black Metal (1982) 1983 - Def Leppard – Pyromania (1983) 1984 - Van Halen – 1984 (1984) - Metallica - "Ride The Lightning" (1984) | 1986 - Bon Jovi – Slippery When Wet (1986) - Metallica – Master of Puppets (1986) - Megadeth – Peace Sells… but Who’s Buying? (1986) - Slayer – Reign in Blood (1986) 1987 - Anthrax – Among the Living (1987) - Def Leppard – Hysteria (1987) - Guns N’ Roses – Appetite for Destruction (1987) - Napalm Death – Scum (1987) 1988 - Metallica – …And Justice for All (1988) 1989 - Faith No More – The Real Thing (1989) 1990 - Megadeth – Rust in Peace (1990) 1991 - Metallica – Metallica (1991) - Sepultura – Arise (1991) 1992 - Alice in Chains – Dirt (1992) - Ministry – Psalm 69 (1992) - Pantera – Vulgar Display of Power (1992) - Rage Against the Machine – Rage Against the Machine (1992) 1996 - Marilyn Manson – Antichrist Superstar (1996) - Sepultura – Roots (1996) 1998 - Korn – Follow the Leader (1998) - System of a Down – System of a Down (1998) 1999 - Slipknot – Slipknot (1999) 2000 - Limp Bizkit – Chocolate Starfish and the Hot Dog Flavored Water (2000) 2001 - Linkin Park – Hybrid Theory (2001) |

## A heavy metal Magyarországon
Magyarországon mindig is mostohán kezelték a műfajt, bár a nemzetközi trendeknek megfelelően az 1970-es évektől már itthon is tömegeket vonzottak a külföldi példaképek követői. Az állampárti kultúrpolitika miatt az első magyar heavy metal lemezek elkészítése azonban csak a következő generációnak adatott meg az 1980-as évek második felében.

### Magyarock (1970-es évek)
Ha több éves fáziskéséssel, de Magyarországon is mindig felbukkantak a meghatározó külföldi rockcsapatok követői. Az 1960-as évek végén a Cream és Jimi Hendrix dalait a tragikus sorsú „gitárkirály”, Radics Béla tolmácsolta leghívebben zenekaraival, mint például a Sakk-Matt. A hetvenes évek kezdetén szintén Radics játszott először Led Zeppelin-számokat a Tűzkerék soraiban Tátrai Tiborral. Radics sajnálatos módon kevés saját számot írt, ezek közül a Zöld csillag a legismertebb.

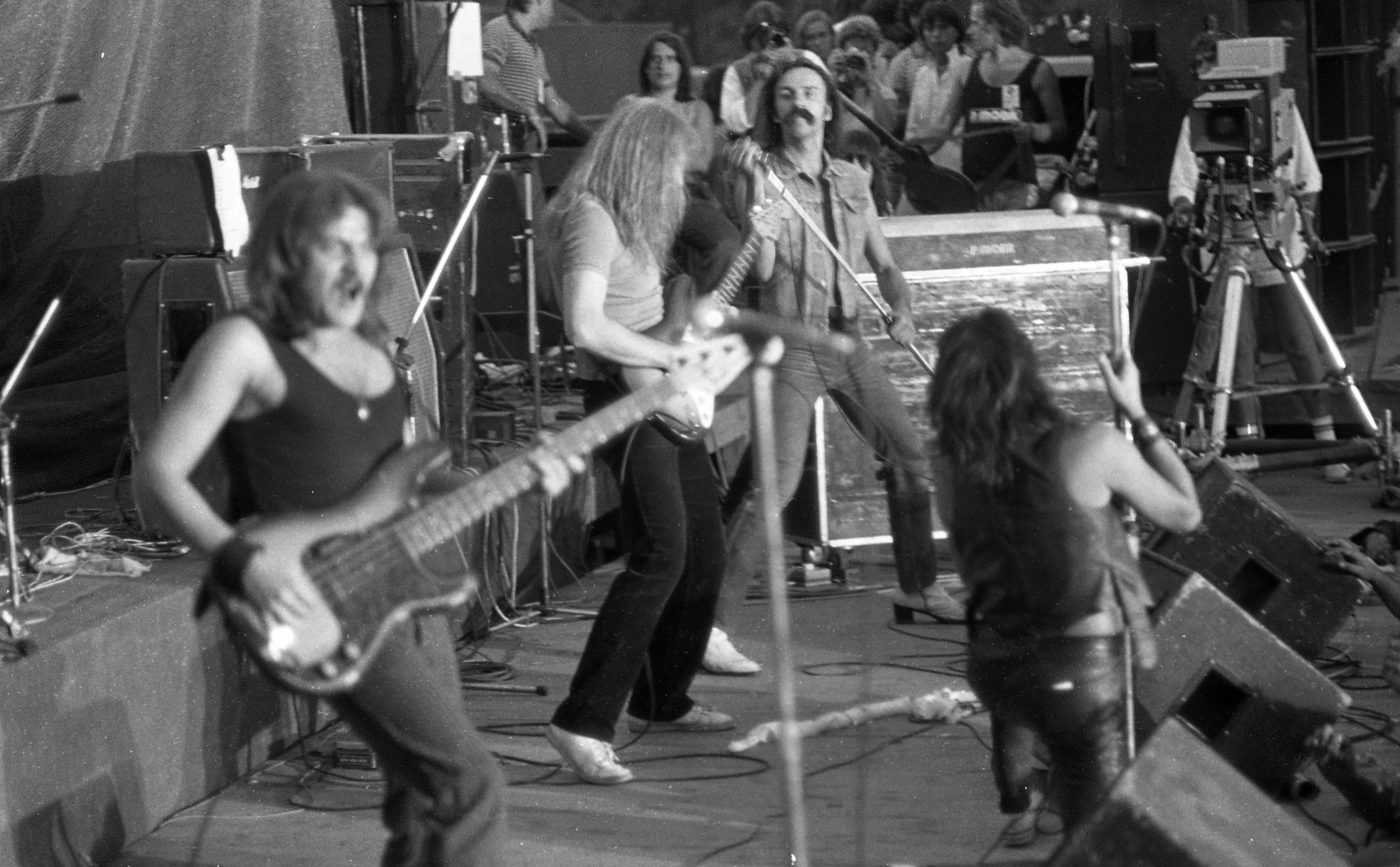
P. Mobil koncert

A hetvenes évek legsikeresebb rockzenekara kétségtelenül a Som Lajos vezette Piramis volt, de ez leginkább Som szervezői zsenijének és kapcsolatrendszerének volt köszönhető. Az ellenpólust a Schuster Lóránt vezette, 1972-ben alakult P. Mobil képviselte a Deep Purple nyomdokain járva. A zenekar gitárosa volt „a Radics Béla utáni nemzedék talán legtehetségesebb rockgitárosa, Bencsik Sándor, vagy ahogy a szakmában ismerték, Samu”. A rendszerváltást megelőzően a Magyar Hanglemezgyártó Vállalat (MHV, ma Hungaroton) kizárólagos monopóliuma volt a lemezkiadás Magyarországon és a pártállami rendszer folyamatosan ellenőrizte a kiadható és kiadott dalokat, és amíg a Piramis évente jelentette meg egyre fáradtabb albumait (1977 és 1981 között), addig a P. Mobil gyakorlatilag tiltólistára került a kultúrpolitika urainak, elsősorban az MHV vezérének, Erdős Péternek köszönhetően, dacára annak, hogy a Mobil-koncerteken ezrek „csápoltak”. A P. Mobil csak a nyolcvanas évek elején adhatta ki első albumait, de addigra Bencsik Samu és a billentyűs Cserháti István 'Pityi' már nem volt a zenekar tagja, közösen alapították meg a P. Boxot.
A hetvenes évek végének másik nagy sikerű, de szintén tiltólistára került zenekara a Nagy Feró vezette Beatrice volt. Az eredetileg 1969-ben női popegyüttesként indult csapat az évek során többször átalakult, majd a tagcseréket és stílusváltásokat követően 1978-ban álltak színpadra AC/DC-ihlette rockzenéjükkel és „csöves” fazonjukkal. Bár nem sikerült magukat elfogadtatni a kultúrvezetéssel és lemezük is csak a rendszerváltás közeledtével, 1988-ban jelenhetett meg, Nagy Feró mégis sokat tudott tenni azért, hogy lemezszerződéshez jussanak a nyolcvanas években felbukkant heavy metal zenekarok (elsősorban a Pokolgép).

### Metálnemzedék (1980-as évek)
Az 1980-as évek elején a brit heavy metal új hulláma Magyarországot is elérte. Igaz, először csak apró rezgésekkel, mivel hivatalosan se a Judas Priest, se az Iron Maiden, se a Saxon, se más NWOBHM-csapatok lemezei nem voltak kaphatóak. A nyugatról becsempészett bakelitkorongok hatására azonban 1981/82 táján megalakultak az első magyar heavy metal zenekarok, mint a Stress és a Pokolgép. Komoly ismertségre a Pokolgépnek sikerült szert tennie, mikor beneveztek az 1983-as Ki mit tud? vetélkedőre és megmutathatták magukat ország-világnak. A következő évben már a Budapesten koncertező Motörhead előzenekara voltak. 1985-re stabilizálták felállásukat és egyre növekvő népszerűségük hatására – valamint Nagy Feró (Beatrice) közbenjárására – a Hungaroton vezetői végül lemezszerződést kínáltak a csapatnak. A heavy metal műfaj első magyar nagylemeze a Pokolgép 1986-ban megjelent Totális metál című albuma volt.
A soproni Moby Dick fejlődésén a magyar metálszíntér zenei változásai pontosan lemérhetők. A zenekar a Stress-szel és a Pokolgéppel egy időben indult az 1980-as évek elején, de a gimis srácok akkor még a Hobo-féle blues-rockkal, majd hard rockkal próbálkoztak. Aztán őket is elkapta a brit heavy metal és a germán power metal, ennek eredménye a ma is Moby Dick-slágernek számító Keresztesvitéz. Majd a nyolcvanas évek vége felé Magyarországra is betört a thrash metal olyan csapatokkal, mint a Kreator, a Metallica, a Testament, és a Moby Dick már ebben a stílusban készítette el debütáló lemezét 1990-ben.
A nyolcvanas évek második felében kissé tudathasadásos állapotban létezett a heavy metal Magyarországon. Miközben gombamód szaporodtak az új metálegyüttesek és a koncertekre ezrek voltak kíváncsiak, addig csupán a Pokolgépből kivált Paksi Endre által, 1986-ban alapított Ossian zenekar kapott lehetőséget lemezkészítésre a Pokolgép mellett. 1986-tól 1990-ig mindössze öt(!) heavy metal lemez jelenhetett meg (három Pokolgép- és két Ossian-album), ami a két zenekarnak hihetetlen népszerűséget biztosított, de igazán kibontakozni nem engedte a műfajt. Pedig a brit heavy metal követői után az Yngwie J. Malmsteen fémjelezte neoklasszikus power metal hazai képviselői, mint a Sámán, az Árkádok és a Classica is felbukkantak. Majd a Metallica sikerei nyomán a nyolcvanas évek végén sorra alakultak a thrash metal zenekarok, mint az Undertaking, az Atomic, a Beyond, a Remorse vagy a kissé elvontabb The Bedlam.

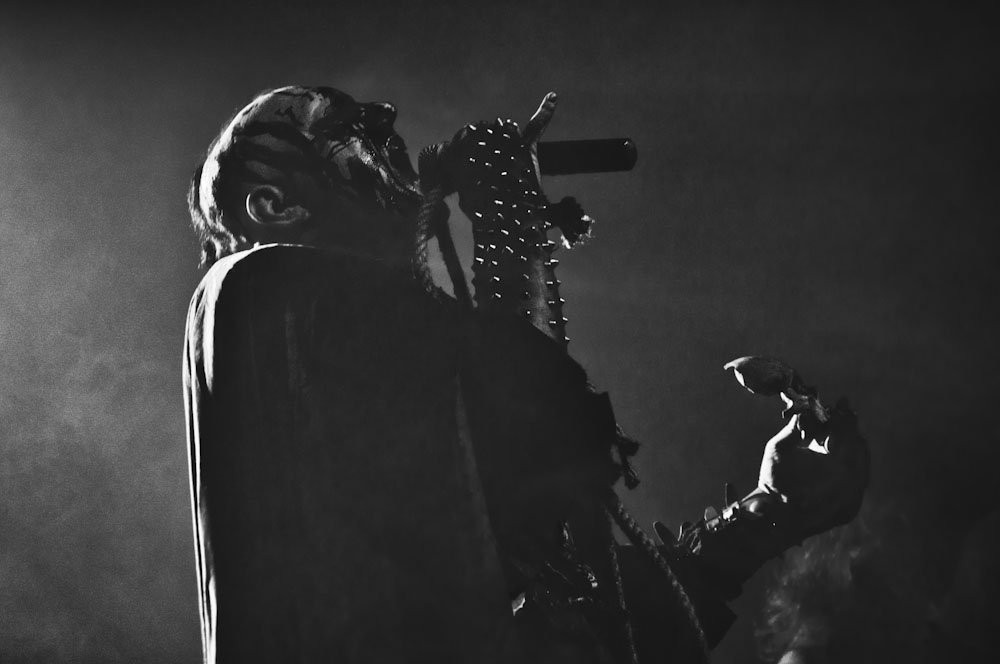
Csihar Attila a Mayhem frontembereként, 2011

Ezek a zenekarok legtöbbször a hazai viszonyok következtében nem tudtak érvényesülni, és a demókészítésnél, koncertezésnél messzebb nem jutottak. Az állami hanglemezkiadó nem törte magát, hogy az ígéretes csapatokat a piacra juttassa. Voltak, akik éppen ezért külön utakon indultak el és ennek köszönhetően külföldön is sikerült elismerést szerezniük. Egyik ilyen „különutas” a Tormentor zenekar volt, akik szerzői kiadásban (kazettán terjesztve) jelentették meg első albumukat: Anno Domini (1988). Az angol nyelvű album előfutára és inspirálója volt az 1990-es évek elején kibontakozó skandináv black metal mozgalomnak, később a frontember Csihar Attila pedig egyedi előadásmódjának – és nem mellesleg a norvég Mayhem debütáló albumán való szereplésének – köszönhetően ismert figurája lett a nemzetközi színtérnek. Egy másik rétegzenének számító műfajban, az instrumentális gitárzenében Szekeres Tamás alkotott figyelemreméltót, aki 1989-ben magánkiadásban jelentette meg Guitarmania című albumát, mely Európában is az elsők között volt ebben a műfajban. Addig csak az Egyesült Államokban jelentek meg ilyen stílusú lemezek. Ennek megfelelően Szekeres külföldön is sokat koncertezett.
A megjelent albumok száma ugyan nem tükrözte a metal népszerűségét, de a több tízezres eladási adatok jelzésértékűek voltak. A nyolcvanas évek második felében a magyar médiában sikerült előre törnie a műfajnak. Lénárd László és Cselőtei László 1986 őszén indítják el a Metallica Hungarica rajongói magazint, amely 1989-től a német Metal Hammer magazinnal kooperálva az ország meghatározó keményzenei havilapja lett és máig folyamatosan megjelenik. A Magyar Rádióban, a Bartók Rádióban hétről hétre hallható volt a Heavy metal kedvelőinek című műsor, ahol a legfrissebb külföldi heavy metal és thrash metal albumokat játszották le teljes egészében a vékony pénztárcájú magyar rockerek legnagyobb örömére. 1989 januárjában indult a Petőfi adón a Heavy metal magazin heti 40 percben az éjszakai műsorsávban, áprilisban pedig a Rockkalapács tévéműsor a Magyar Televízió kettes csatornáján, mindkettő Lénárd és Cselőtei szakértői támogatásával.
Eközben a művelődési házakban és a Petőfi Csarnok színpadán sorra rendezték a metálfesztiválokat, egymás után nyíltak a rockkocsmák, a rockbutikok, és a kizárólag kemény zenéket forgalmazó kis lemezboltok. Budapesten pedig olyan aktuális külföldi előadók léptek fel 1984 augusztusában mint a Motörhead és az Iron Maiden, akiket aztán az 1980-as évek második felében sorra követtek olyan együttesek mint a Saxon, a Scorpions, a Stormwitch, az egykori Accept-énekes saját zenekara az UDO, a Helloween, a Kreator, vagy éppen a Metallica.

### Változó idők (1990-es évek)
Az 1989-es rendszerváltás után a lemezkiadásban is megszűnt az állami monopólium és az új kiadói vállalkozások már igyekeztek kihasználni a metal népszerűségét. Az új évtized kezdetén a frissen alakult kiadóknál így kapott lehetőséget bemutatkozó albumának elkészítésére a Moby Dick (Ugass kutya!, 1990 – Proton), a Dance (Love Commando, 1990 – Proton), a Sing Sing (Életfogytig rock'n'roll, 1990 – Proton), a Diktátor (Animal Metal, 1991 – Hajdúton), Exit (Együtt a szeméttel, 1991 – Nagyferó Produkció) és a Lady Macbeth (Lady Macbeth, 1991 – Nagyferó Produkció). Az egyik legrégebbi magyar heavy metal zenekarnak számító Stress pedig szerzői kiadásban jelentette meg bemutatkozó albumát Kísértetkastély címmel 1991-ben, ahogy a miskolci Rotor együttes is saját erőből adta ki Tépj szét minden láncot! című első albumát ugyanabban az évben.
A 90-es évek elejére a konkurencia megerősödésével a Pokolgép elveszítette addigi vezető szerepét a hazai színtéren. Ehhez természetesen nagyban hozzájárult a zenekar kettészakadása, ami a rajongótábort is megosztotta. A legnépszerűbb csapatoknak a Pokolgép mellett akkoriban a Moby Dick, az Ossian, a Sing-Sing valamint a Pokolgépből és Ossianból kivált tagok alapította Omen és Akela zenekarok számítottak. A rendszerváltással egy időben a külföldi multinacionális lemezkiadók is megérkeztek Magyarországra, így az átalakult Pokolgép következő lemezét (Adj új erőt!, 1991) és a vezető szerepre törő Moby Dick második albumát (Kegyetlen évek, 1991) például már a brit EMI magyar leányvállalata adta ki.
Közben a thrash metalból kiszakadt extrém stílusirányzatok is kezdtek beszivárogni az országba, köszönhetően a megélénkülő klub- és koncertéletnek. A 90-es évek elején a Petőfi Csarnokban a feltörekvő külföldi csapatok közül az Obituary, a Dismember, a Sepultura, a Paradise Lost és a Tiamat is egyaránt fellépett, amely a magyar zenekarokra is inspirálólag hatott. Kialakult a magyar death metal színtér, amelynek első albumát Far from Christ címmel a zalaegerszegi Monastery adta ki 1992-ben. Aztán következett a szombathelyi Extreme Deformity meggyőző debütálása (Internal, 1993), majd évente egy-egy újabb anyag a Subject, az Intense Agonizing, a Diafragma, az Art Of Butchery, és a Testimony zenekaroktól. A stílus underground státusza miatt ezek az albumok szerzői kiadásban vagy kis független kiadóknál jelenhettek csak meg, de fontos mérföldköveknek számítanak a stílus magyarországi történetében.

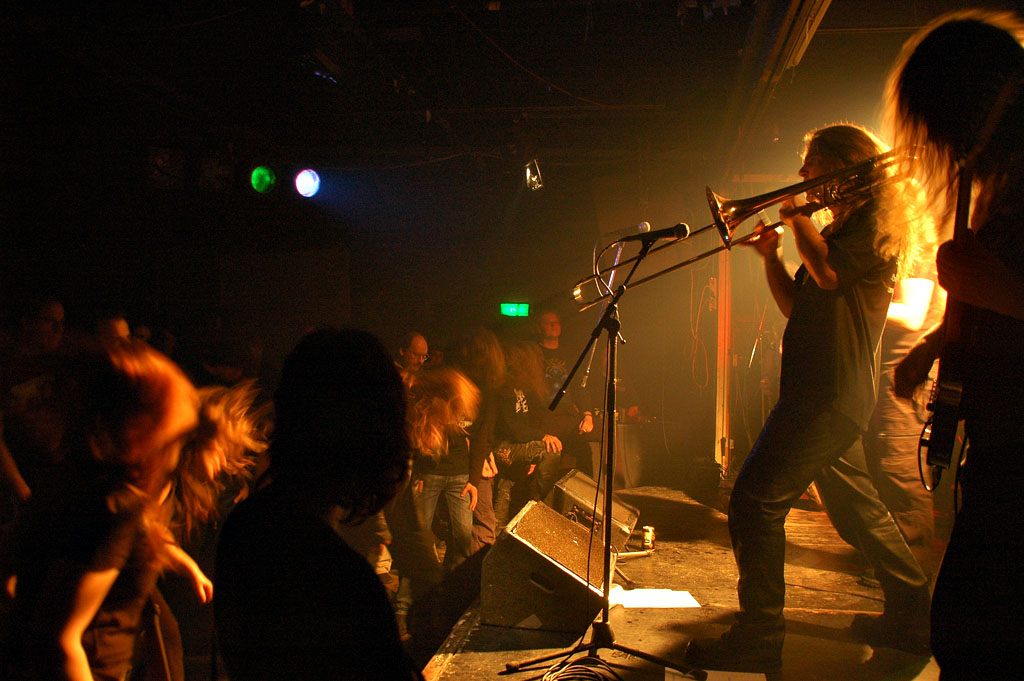
Sear Bliss koncert

A másik extrém metal stílus a black metal kezdetben még ennyi lehetőséghez sem jutott Magyarországon, éppen ezért figyelemre méltó, hogy a szombathelyi Sear Bliss zenekar bemutatkozó albumát (Phantoms) rögtön egy holland kiadó jelentette meg 1996-ban. A többi black metal zenekarnak ekkor még magyar szinten sem sikerült igazán kitörnie, de a 90-es évek második felében folyamatosan alkottak, és az ezredfordulót követően a legjobbak, mint például az Ahriman, a Frost, a Dusk és a Nebron, hazai vagy külföldi lemezszerződéshez jutottak.
A 90-es évek közepétől a változó nemzetközi trendeknek megfelelően a betelepült multik Magyarországon is inkább az új tehetségek és az új trendek felé fordultak, és ezeket próbálták befuttatni kisebb-nagyobb sikerrel: Black-Out (Sony Music), Carmen (Polygram), Fresh Fabrik (Warner), Nyers (BMG), Nevergreen (Polygram), Replika (Sony Music), Warpigs (Polygram). Többségük a magyar Metal Hammer magazin 1994 és 1996 között kiadott, a hard rocktól a metálon át a hardcore punkig mindenféle stílusirányzatot felölelő, három részt megélt Demonstráció válogatássorozatán mutatkozott be először a nagyközönségnek. A válogatáson lemezszerződéssel még nem rendelkező underground zenekarok szerepeltek.
Eközben az évtized közepére a keményebb hangvételű zenék terén a metálzenekaroktól olyan punkos, rock and roll beütésű együttesek vették át a „piacvezető” szerepet, mint a Tankcsapda és a Junkies. A korábban sikeres magyar metálzenekarok egymás után kerültek válságba. Az Ossian 1994-ben feloszlott, a Pokolgép némi nosztalgiázás után 1995-ben széledt szét, ugyanekkor a Moby Dick is leállt és tagjai projektezéssel töltötték az időt, az Omen és az Akela 1997-ben kiadott stúdióalbumain pedig elektronikus hatásokkal próbálta megújítani hangzását (sikertelenül).
Koncertvonalon az évi egy-két nagy külföldi együttes (Deep Purple, Guns N’ Roses, Metallica, Megadeth, Bon Jovi, Scorpions, Aerosmith, Black Sabbath, Motörhead, Slayer, Red Hot Chili Peppers, Pearl Jam, KISS) felléptetésén 1997-ben sikerült túllendülnie a hazai koncertszervezőknek. Ettől az évtől kezdve a Petőfi Csarnok és a nagyobb arénák, mint a BS és a Kisstadion mellett a kisebb budapesti és vidéki klubok is bekapcsolódtak a nemzetközi vérkeringésbe, és ennek köszönhetően a tehetséges új, de még kisebb rajongótáborral rendelkező (például: Nevermore, Hammerfall, Moonspell, The Gathering) vagy alapvetően kint is underground kult státuszban lévő zenekarokat (például: Anathema, Psychotic Waltz, Savatage, Overkill, D.R.I.) is érdemes volt elhozni Magyarországra.
A külföldiek mellett a magyar zenekarokra is kíváncsi volt a közönség. Még az olyan underground stílusokban is, mint a progresszív metál. A 90-es évek második felében például évente került megrendezésre az Eclipse, a Stonehenge, az Everflow és a Symmetry (később Perfect Symmetry) nevével fémjelzett Progresszív Metal Fesztivál előbb Pécsett, majd Budapesten.

### A magyar heavy metal új hulláma (2000-es évek)
A 90-es évek végén lassan Magyarországon is éreztette hatását, hogy a svéd HammerFall bemutatkozása Európa-szerte visszahozta a köztudatba a tradicionális heavy metalt. Persze csak underground szinten. Azonban a győri heavy metal fesztiválokon az 1998-tól újra aktív Ossian vezérletével már olyan feltörekvő fiatal zenekarok izzították a közönséget, mint a Demonlord, az Obstruction, a Stainless Steel, a Cross Borns.
A hazai kiadók tehetetlenségét megunva a Metal Hammer magazin szerkesztősége lemezkiadót alapított Hammer Records néven, és egyik első kiadványukként ők jelentették meg az Ossian visszatérő lemezét (Fémzene), amit azóta a stílus számtalan régi és új zenekarának albuma követett. Ezzel együtt, szakmai tapasztalatuknak köszönhetően sok külföldi független metálkiadóval kötöttek szerződést magyarországi terjesztésről, ami tovább szélesítette a szűkös metálkínálatot a csupán nagy nevekre koncentráló hazai lemezpiacon. A Hammer Records mellett a győri Nephilim kiadó is számos tehetséges magyar együttesnek adott lehetőséget az ezredfordulón.

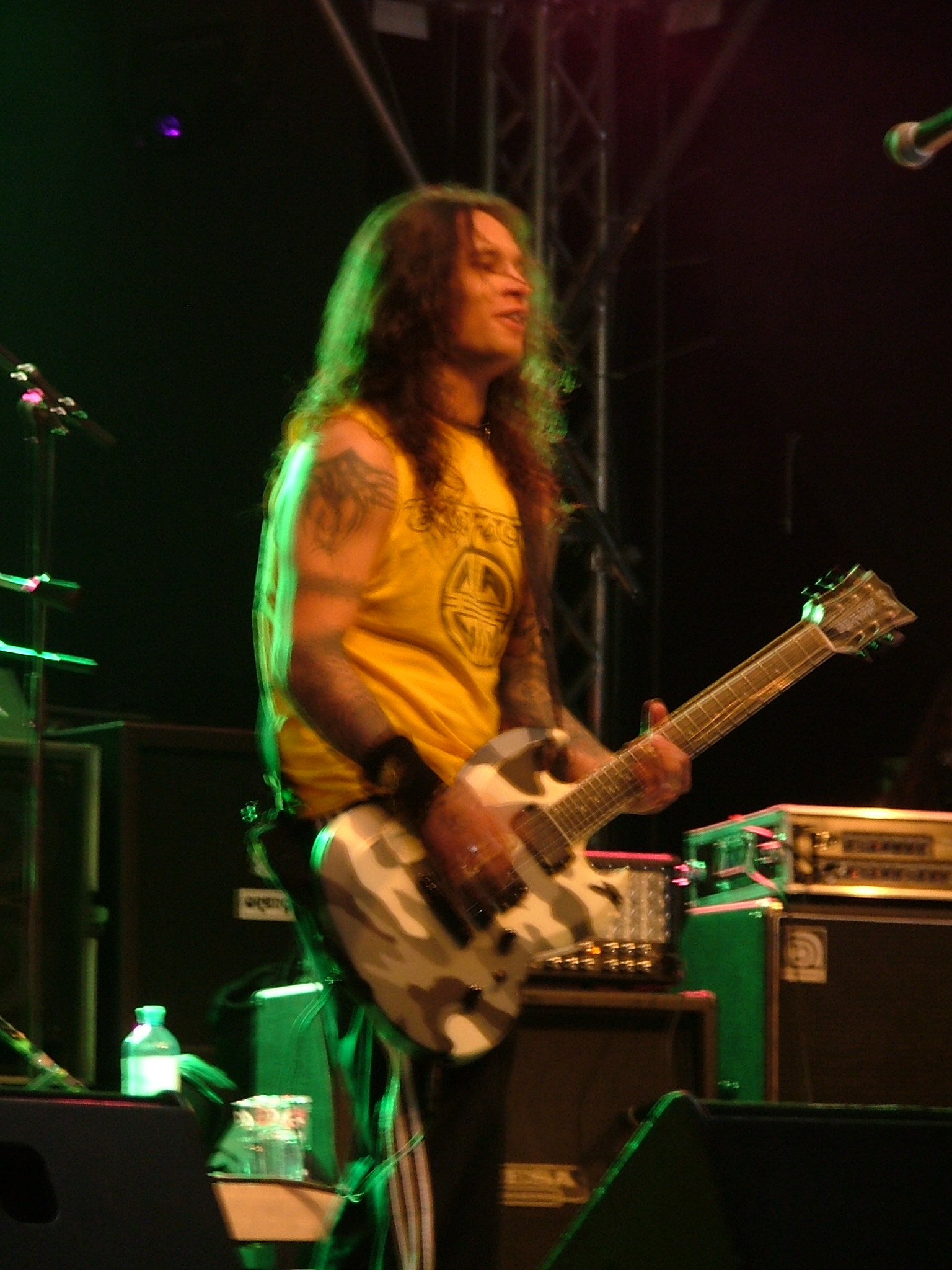
Az Ektomorf frontembere, Farkas Zoltán

A külföldi nagy metálfesztiválok mintájára először 2000-ben szervezték meg Budapesten a kétnapos Summer Rocks fesztivált a Petőfi Csarnokban tizennyolc fellépővel, erős külföldi mezőnnyel (Gamma Ray, Pink Cream 69, Marduk, Borknagar, Immortal, Vanden Plas, Leadfoot) és a legjobb hazai zenekarokkal. 2004-ig öt nyáron át szervezték meg önállóan, majd az eredeti koncepciót megtartva a rendezvény 2005-től beolvadt a Sziget Fesztivál programjába Metal Hammer (később Hammerworld) színpad néven, és megszűnéséig a Sziget egyik leglátogatottabb helyszíne volt minden évben. Egy másik igen sikeres fesztivál a dark/gót/black metal stílusokra koncentráló Gothica, amelyet számtalan fellépővel, nagy érdeklődés mellett 2001 és 2012 között hét alkalommal rendeztek meg Budapesten.
Az új évezredben egyre több magyar metálzenekar jutott külföldön is fellépési lehetőséghez. Az igazi hírt ekkor már egy nyugati lemezszerződés jelentette. A black metalos szombathelyi Sear Bliss az első albumtól kezdve szinte folyamatosan nyugati kiadóknál készíti aktuális lemezét. Rajtuk kívül a metalcore-t játszó Bridge To Solace, a göteborgi dallamos death metal Casketgarden, és a rutinos doom metal (ex-Mood) zenészekből álló Wall of Sleep dolgozott külföldi underground kiadóknál kezdettől fogva. A nagy szenzációt azonban a Mezőkovácsházáról elindult Ektomorf szolgáltatta 2004-ben, amikor a legnagyobb független metálkiadó, a német Nuclear Blast szerződtette őket, és ennek köszönhetően a következő három évben megjelent lemezeikkel Európa-szerte ismert zenekarrá váltak. Ők az egyetlen rendszeres magyar fellépői a nagy európai metálfesztiváloknak, mint a Wacken, a Summer Breeze, a Rock Am Ring vagy a With Full Force. A soproni Dalriada (korábban Echo of Dalriada) 2003-ban Arany János költeményének, A walesi bárdok folk metalos megzenésítésével hívta fel magára a figyelmet. Egyre nagyobb példányszámban fogyó lemezeiken, dalaikban magyar népzenei motívumokkal ötvözik a metal stílusjegyeit. 2011-es Ígéret című albumuk már külföldön is megjelent a német AFM kiadó gondozásában.
Hazai pályán az új generáció egyik legsikeresebb zenekara kétségtelenül a Depresszió lett, akik a Tankcsapda zenei világát a saját korosztályuk nyelvére fordították le olyan külföldi példaképek hatásait beépítve, mint a Machine Head, a Korn vagy a Soulfly. A Tankcsapda előzenekaraként turnéztak először, majd pár évvel később már önállóan töltötték meg a Petőfi Csarnokot, ami a siker egyik komoly fokmérője volt Magyarországon. Az évtized közepén szintén a Tankcsapda nyomán indult el a domoszlói Road együttes, akik 2008 és 2013 között megjelent három stúdióalbumukkal a Mahasz lemezeladási listájának csúcsára jutottak, és ezzel a legnépszerűbb magyar metálzenekarok közé kerültek. Velük párhuzamosan lett országosan ismert az alternatív, progresszív rock/metalt játszó budapesti Subscribe, melynek sikereit Fonogram-díjas (Stuck Progress to Moon, 2008) és Mahasz-listavezető albumok (2011, 2014) jelezték.
A 2010-es évek elejére a klasszikus heavy metal mellett valódi színteret a sludge/stoner metal stílusnak sikerült még kiépítenie Magyarországon, amelynek vezető zenekara az egykori Mood együttes tagjaiból alakult Stereochrist lett. Érezhetően ekkorra érett be az 1990-es évek második felében aktív Mood öröksége, akik 2001-es feloszlásukig a sludge metal alapjait adó doom metal legerősebb, nemzetközi színvonalú magyar képviselői voltak. A Stereochrist mellett több fiatal csapat (Stonedirt, Sunday Fury, Locust On The Saddle) eljutott a lemezkiadásig, ami a stílus és a rajongótábor folyamatos erősödését jelezte.

### Zeneipari háttér
A hazai metálunderground legnagyobb problémáját mindig is a korlátozott fellépési lehetőségek, a rock klubok alacsony száma jelentette. Budapesten az ingatlanfejlesztések veszélyeztetik a többségében eladásra váró régi épületekben működő rockklubok létét (például a Kultiplex bezárása, 2008), a vidéki városokban pedig a fizetőképes kereslet alacsony szintje okoz gondot. A magyar rockzene fellegvárának számító Petőfi Csarnokot 2016 decemberében kezdték lebontani a Városliget átalakításának okán (Liget Projekt), amivel nem csak egy magyar rocktörténelmi épület, hanem a közepes méretű (3-5000 fős) koncertek befogadására alkalmas szinte egyetlen helyszín tűnt el a fővárosból. 2020 végén szintén a Liget Projekt miatt kellett bezárnia a 2008 óta a budapesti underground központjának számító, zenekari próbahelyeket és koncerttermeket üzemeltető Dürer Kert komplexumnak az Ajtósi-Dürer soron.

### Magyarul
- Jávorszky Béla Szilárd és Sebők János: A magyarock története 1. Népszabadság Könyvek (2005) ISBN 963-85600-8-8
- Jávorszky Béla Szilárd és Sebők János: A magyarock története 2. Népszabadság Könyvek (2006) ISBN 963-87072-2-4
- Metal Hammer Hungarica magazin [1., 2. évfolyam]
- Metal Hammer H. magazin [3-10. évfolyam]
- Metal Hammer/Hammerworld magazin [11-20. évfolyam]z
- Csörgő Anikó, et al. (szerk.): Heavy metal, Zeneműkiadó, Budapest, 1987, (Csillagkönyvek)
- Mick St Michael: Heavy metal, fordító: Horváth Gábor, Alexandra, Pécs, 1994
- Frölich Tamás: Hard rock & heavy metal enciklopédia, 1-2., Ex Design, Budapest, 2001–2004
- Göndör Ottó: Gitárt karokkal avagy A tékozló rocker hazatér, Ad Librum, Budapest, 2011
- Adam Nergal Darski: Egy eretnek vallomásai, közreműködő: Mark Eglinton, riporter: Krysztof Azarewicz, Piotr Weltrowski; fordító: Dudich Ákos, Konkrét Könyvek, Budapest, 2019
- Bali Dávid: Kisterem – 100 meghatározó lemez 100 meghatározó zenekartól a hazai extrémzenei underground digitális átállásának korából, 2000–2019, szerzői kiadás (Uni-Rockteam Kft.), Budapest, 2021
- Cserna-Szabó András (szerk.): Stay brutal! 21 metáldal – 21 írás a metálról, Helikon, Budapest, 2023